# Carlos Tévez
Carlos Alberto Tevez (Ciudadela, Buenos Aires, 5 de febrero de 1984) es un exfutbolista y entrenador argentino que se desempeñaba como segundo delantero o enganche. Es el tercer jugador argentino con más títulos de la historia con 29, solo por detrás de Lionel Messi y Ángel Di María, y también es el décimo máximo goleador histórico del Club Atlético Boca Juniors con 94 goles. Actualmente dirige a Talleres de Córdoba de la Primera División de Argentina.
Tévez se formó en las categorías juveniles de Boca Juniors, para más tarde debutar profesionalmente en 2001 bajo las órdenes de Carlos Bianchi en un partido contra Talleres por la Primera División. Durante su primera etapa jugando para el xeneize, Tévez se consagró campeón del Torneo Apertura 2003, de la Copa Libertadores 2003, y de la Copa Intercontinental 2003 como una de las mayores promesas del fútbol sudamericano. En 2004 fue transferido al Corinthians de Brasil, donde ganó el Brasileirão 2005. Tras ser elegido como el futbolista del año en Sudamérica tres veces consecutivas (2003, 2004 y 2005), Tévez dio el salto definitivo a Europa cuando fue fichado por el West Ham United de la Premier League de Inglaterra en 2006, y en 2007 al Manchester United de Sir Alex Ferguson. Durante sus años en Old Trafford, Tévez conformó un recordado tridente de ataque junto a Wayne Rooney y Cristiano Ronaldo y formó parte del equipo que se consagró campeón de la Champions League de 2008.
Luego de ser bicampeón de la Premier League con los red devils, Tévez protagonizó uno de los traspasos más polémicos de la época al ser transferido a los eternos rivales de su equipo, el Manchester City, por 47 millones de libras esterlinas en julio del 2009. Como citizen, Tévez fue Bota de Oro de la Premier League en la temporada 2010-11, y en la temporada 2011-12 fue parte del equipo que volvió a ganar la liga para los sky blues tras 44 años.
En 2013, Tévez se unió a la Juventus, donde recuperó su mejor forma y ganó el Scudetto en sus dos temporadas en Italia, además de volver a la final de la Champions League en 2015. Luego de su mejor año en Europa, regresó a Boca Juniors, ayudando a los xeneizes a obtener el Campeonato 2015 y la Copa Argentina. En 2017 fichó por el Shanghái Shenhua de China, convirtiéndose en el futbolista mejor pagado del mundo, para luego volver a Boca un año más tarde, ganando tres títulos ligueros más. En 2021 anunció su retiro, yéndose como su 10° máximo goleador histórico (94) y el 6° jugador con más títulos (11).
Desde su debut con Argentina en 2005, Tévez disputó más de 76 partidos internacionales. Ganador de la medalla de oro y la Bota de Oro de los Juegos Olímpicos de Atenas de 2004, también ha jugado en dos Copas Mundiales, una Copa Confederaciones y cuatro torneos de la Copa América. Ha sido galardonado como el Futbolista del año en Sudamérica tres veces, el Futbolista del año en Argentina dos veces y el Deportista Argentino del Año una vez. También ha sido nombrado en el Equipo Ideal de América en cinco ocasiones.

## Primeros años
Carlos Tévez nació con el nombre de Carlos Martínez en Ciudadela el 5 de febrero de 1984. No fue criado por sus padres biológicos (Juan Alberto Cabral y Fabiana Trina Martínez), sino por sus tíos maternos y padres adoptivos, Segundo Raimundo Tévez y Adriana Noemí Martínez, en el barrio Ejército de los Andes, conocido como Fuerte Apache, el cual es considerado uno de los más peligrosos en el Gran Buenos Aires. Esto lo llevó a estar rodeado de un mal ambiente. Según se conoció luego, uno de sus mejores amigos, Darío Coronel "Cabañas", integraba una banda de criminales denominada "los Backstreet", en las que acabaría siendo asesinado en un tiroteo. En una oportunidad, hablando de su pasado, Tévez dijo ser "cien por ciento bostero", y mencionó que de no haber jugado al fútbol, seguramente se habría dedicado al crimen y "terminado muerto o en la cárcel". Sus hermanos siguieron efectivamente este camino: Juan Alberto Martínez fue detenido, junto a su cuñado, en 2010 por un presunto robo de un camión blindado en el camino al aeropuerto de Córdoba. Fueron condenados a 16 años de prisión. Su otro hermano, Diego, fue descubierto por la policía en 2006 con un revólver calibre 38 especial y 14 municiones.
A los 7 meses de edad, Tévez sufrió quemaduras de tercer grado tras caer accidentalmente agua hirviendo sobre él. Hoy en día se pueden apreciar claramente las secuelas del accidente sobre la piel del jugador: luce una gran cicatriz desde la oreja derecha hasta el pecho. Con su éxito deportivo, a Tévez le fue ofrecida una operación estética para ocultar las cicatrices, pero él se rehusó a eliminar las marcas ya que considera que estas pasaron a ser parte de su identidad como persona.

## Carrera como jugador

### Descubrimiento y formación en All Boys y Boca Juniors (1989-2000)
Tévez fue descubierto por el ojeador de All Boys Carlos Norberto Propatto en 1989, cuando Carlitos apenas tenía cinco años. Propatto se tomaba el trabajo de ojear a jóvenes promesas de barrios pobres, y de aquella tarde, se llevó a Tévez y a Darío "Cabañas" Coronel. Carlos Martínez, como era su nombre en aquel momento, se formó durante sus primeros años en la filial de All Boys, Santa Clara, de baby fútbol, que en 1992 se enfrentaron a Parque, otro club de barrio que era dirigido por el ojeador Ramón Maddoni (otro prestigioso detector de talentos). A pesar de la insistencia de los padres para que sus hijos no jugaran por temor a una goleada de Parque, Martínez, de apenas ocho años, insistió para jugar el partido, que acabó 6 a 4 a favor de Santa Clara. Carlitos fue la figura del partido ante la presencia de 600 personas. Pese a las ofertas de varios clubes para ficharlo, Martínez se quedó en All Boys durante dos años, llegando a debutar con la categoría 1983 en cancha de once.
Alrededor de 1995, el presidente de Boca, Mauricio Macri, adquirió a Parque, y junto con el club se llevó a sus jóvenes promesas, como Juan Román Riquelme, para las categorías juveniles del xeneize. Maddoni convenció a la familia Martínez para que el joven Carlitos se uniera a Boca, pero para evitar conflictos con All Boys por su transferencia, se cambió el apellido por el de su tío, Segundo Tévez. El 21 de marzo de 1998, con catorce años, Tévez debutó con la novena división de Boca Juniors, en un partido ante Vélez Sarsfield por el Torneo Apertura. Su debut con la reserva del equipo sería el 5 de agosto del 2001, ante Unión de Santa Fe, donde Carlitos convirtió un gol, y se ganó unas prontas comparaciones con Diego Maradona.

### C. A. Boca Juniors (2001-2004)
El 21 de octubre de 2001, con apenas 17 años, Tévez debutó profesionalmente en Boca Juniors, en un partido contra Talleres de Córdoba por el Torneo Apertura de la temporada 2001-02 de la Primera División. Carlitos se enteró de su titularidad mientras estaba en el baño, cuando Carlos Bianchi también entró en la sala y le comentó que "esta tarde iba a ser titular". Boca perdió 1 a 0 y Tévez fue reemplazado a los 61 minutos del segundo tiempo.

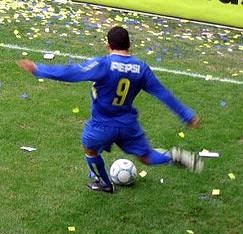
Tévez jugando para Boca Juniors en el año 2004.

Al año siguiente, comenzó a tener más minutos en la cancha, dirigido por Óscar Washington Tabárez. El 8 de mayo, por la Copa Libertadores 2002, marcó su primer gol oficial ante el Club Olimpia de Paraguay, partido que terminó en empate 1-1. En la segunda mitad de año comenzó a ser titular en el equipo, aunque no logró salir campeón. Por el Torneo Apertura 2002 consiguió su primer doblete el 25 de agosto en un partido contra San Lorenzo que finalizó 2-2. Terminó el año con 8 goles oficiales.
En 2003, con la vuelta de Carlos Bianchi a la dirección técnica, formó un tridente ofensivo junto a Guillermo Barros Schelotto y Marcelo Delgado. Obtuvo su primer título oficial, la Copa Libertadores 2003, en la que marcó un gol en la final contra el Santos FC de Brasil, terminando el torneo con cinco goles. En el Torneo Apertura, en el que finalmente Boca se consagró campeón, jugó solo 11 partidos debido a una lesión que demandó un mes de recuperación y metió 8 goles. Su vuelta se dio en el partido contra AC Milan de Italia, por la Copa Intercontinental 2003 que, luego del empate 1-1, Boca se consagraría campeón ganando por penales. Tévez terminó el año con 18 goles anotados. Luego de la final, el Bayern Múnich hizo pública su intención de adquirirlo, pero Boca y el mismo jugador no aceptaron la oferta de 13 millones de dólares.
Fue subcampeón del Torneo Clausura 2004 y finalista en la Copa Libertadores 2004. En esta última, le marcó por primera vez un gol a River Plate en la semifinal, que Boca terminó ganando por penales. En ese mismo partido fue expulsado por burlarse de los hinchas de River. En la segunda mitad del año, Boca disputó la final de la Recopa Sudamericana contra el Cienciano de Perú, y Tévez marcó el gol de su equipo en el empate 1-1 en tiempo reglamentario. En la definición por penales, Tévez y su compañero Fabián Vargas erraron los penales y Boca perdió la copa. Boca terminó 10.º en el campeonato, pero logró salir campeón de la Copa Sudamericana al ganarle al Bolívar por 2-0, con goles de Palermo y del propio Tévez. Ese fue su último partido en Boca Juniors, ya que fue transferido al fútbol brasileño por problemas que involucraban su vida privada.
Fue elegido como segundo mejor goleador del mundo en 2004, solo superado por el iraní Ali Daei con 17 goles, en el informe elaborado por Federación Internacional de Historia y Estadísticas del Fútbol (IFFHS), en la que se computaban los goles hechos en selecciones nacionales y competencias internacionales de clubes. Anotó 16 tantos en igual cantidad de presentaciones internacionales.
En el club de La Boca totalizó 110 partidos jugados, convirtió 38 goles y ganó 4 títulos.

### S. C. Corinthians (2005-2006)
En enero del 2005, Tévez fue transferido al Corinthians de Brasil por 16 millones de dólares, más la suma de 2 millones por jugadores juveniles. El traspaso también fue reportado en 22 millones de dólares. Carlitos firmó un acuerdo por cinco años y un contrato de 6.85 millones de euros, gracias al acuerdo del club brasileño con el grupo inversor Media Sports Investment (MSI). El acuerdo fue el traspaso más grande del fútbol sudaméricano en ese momento. Las investigaciones hechas por la polícia brasileña más tarde revelaron que el MSI tenía el 35% de derechos del jugador, mientras que el 65% restante era de la compañía Just Limited Company, otra empresa de BVI (que es parte del MSI).
Su primer gol oficial lo marcó el día de su cumpleaños, el 5 de febrero de 2005, en su tercer partido jugando para Corinthians. Convirtió el segundo tanto en la victoria por 2-0 de su equipo ante el Internacional de Limeira, donde tuvo una buena actuación y fue ovacionado por los aficionados.
Con el club brasileño contribuyó en la obtención del Brasileirão, siendo el cuarto título local de este equipo en su historia. Tévez convirtió 20 goles, siendo el tercer máximo goleador de dicho torneo. Muchos consideran que Tévez fue el mejor jugador del Corinthians, siendo pieza clave para la obtención del campeonato y convirtiéndose en uno de los jugadores más queridos por los hinchas de ese equipo.
Luego de la obtención del campeonato, el entonces presidente de Brasil, Lula da Silva, reconocido fanático del Corinthians, lo recibió en el Planalto, sede del gobierno. Tévez fue felicitado y le regaló una camiseta del club al presidente con su nombre.
Se convirtió en el tercer futbolista argentino en salir campeón del Brasileirao. Los anteriores fueron Norberto Madurga con Palmeiras en 1972 y Edgardo Andrada con Vasco da Gama en 1974.
Su gran actuación en 2005 lo llevó a convertirse "Rey de América" por tercera vez consecutiva en la encuesta que elabora el diario El País, de Uruguay.
En 2006 disputó la Copa Libertadores de América, donde le tocó enfrentar a River Plate por octavos de final. A pesar de ser eliminado, le marcó un gol al equipo Millonario en el partido de ida que su club perdió por 3 a 2. Dado los malos resultados conseguidos a principio de año, Tévez se vio en una controversia con los hinchas del club brasileño, dado que el mismo Apache los había criticado. Luego de los incidentes con los barras bravas y preocupado por su familia, Tévez analizó dejar de jugar en el club brasileño.
En su paso por Corinthians de Brasil, Tévez disputó 77 partidos y convirtió 46 goles. Consiguió un título, el Brasileirão 2005

### West Ham United F. C. (2006-2007)

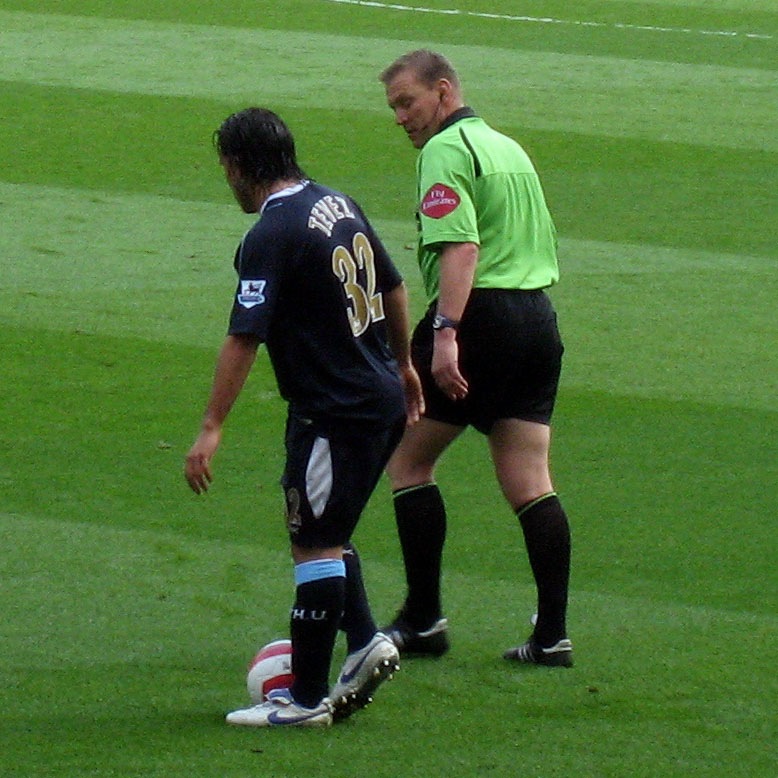
Carlos Tévez con el West Ham United en abril de 2007.

Finalmente el 23 de agosto, Sky Sports, informó que Tévez se niega a seguir jugando en Corinthians, que pasaba por una situación conflictiva. El 31 de agosto el mismo jugador expresó por su página web el traspaso al West Ham United. El pase se realizó por 15 millones de euros, el club inglés luchaba por mantener un lugar en la Premier League, la máxima categoría del fútbol inglés. En este equipo, como también en Corinthians, jugó junto al exfutbolista de River Plate, Javier Mascherano.
Su debut en el club inglés se dio el 10 de septiembre de 2006, en un partido contra el Aston Villa, que finalizó 1-1, entrando a los 15 minutos del segundo tiempo, correspondiente a la Premier League de la temporada 2006/07. Después de este juego, sin embargo, el West Ham cayó en una racha negativa de nueve partidos (un empate y ocho derrotas) sin poder conseguir un triunfo, en donde Tévez no marcó ningún gol. En sus primeros meses, pasó por una mala racha ya que no pudo convertir goles. Su último gol fue cuando todavía jugaba en el Corinthians, en agosto. A pesar de ello, los simpatizantes no lo criticaban.
El 6 de enero de 2007, hizo su primera aparición en el equipo como titular, bajo las órdenes del nuevo entrenador Alan Curbishley, en un 3-0 ante el Brighton & Hove Albion por la tercera ronda de la FA Cup 2006/07. Fue el 4 de marzo de 2007 cuando logró convertir su primer gol frente al Tottenham Hotspur por la Premier League. Su desempeño en ese partido fue bueno, ya que además de marcar un gol de tiro libre, dio dos asistencias en los otros goles. Sin embargo, fue derrota por 3-4.
En abril, su club fue multado por un monto de £ 5,5 millones por incumplimiento a las reglas de la Premier League sobre su fichaje y sobre el de Mascherano. Sin embargo, Tévez fue autorizado a jugar para el West Ham en la Premier League después de que se planificaron los cambios en un tercero acuerdo relacionado con él.
Fue fundamental en el conjunto de Londres para evitar el descenso gracias a sus buenas actuaciones, especialmente en las últimas fechas de la Liga Inglesa. En la fecha 37.º de la Premier League marcó un doblete en la victoria por 3-1 sobre el Bolton, alcanzando 38 puntos, faltando una fecha por jugarse y dejando a su club fuera de la zona de descenso. El 13 de mayo en el último partido por el campeonato, el West Ham tuvo que enfrentar al reciente campeón Manchester United y necesitaba de un empate para salvarse y con gol de Tévez ganó el partido por 1-0 y se evitó definitivamente el descenso del club.
En el West Ham United, Tévez jugó 29 partidos e hizo 7 goles.

### Manchester United F. C. (2007-2009)

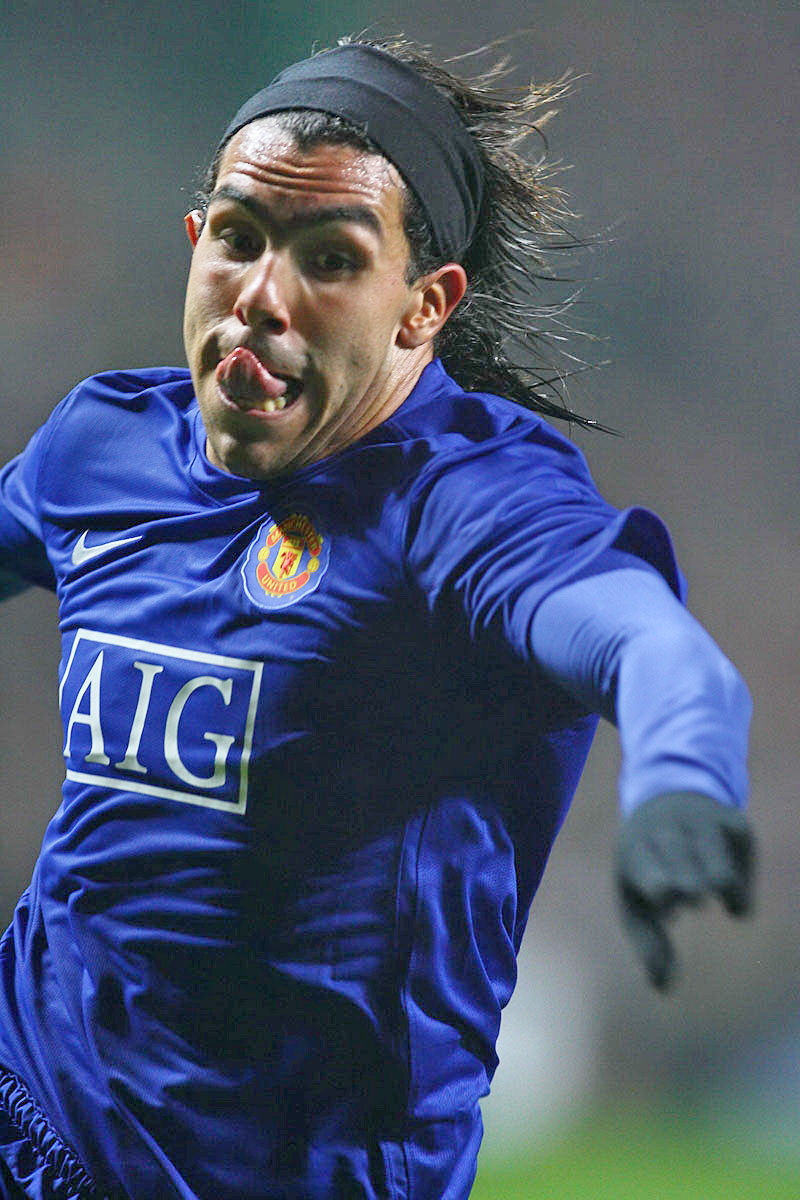
Carlos Tévez durante un partido con el Manchester United.

Después de varias idas y vueltas, Carlos Tévez dejó al West Ham United para pasar al Manchester United, que fue el campeón de la temporada anterior, a préstamo por dos años en una operación tasada en 13 millones de euros.
En la temporada 2007/08, se hizo rápidamente con la titularidad en el equipo conducido por el escocés Alex Ferguson. Debutó el 15 de agosto cuando ingresó por el lesionado Wayne Rooney en el encuentro contra el Portsmouth. A pesar de no haber marcado goles en sus primeros seis partidos, el 23 de septiembre, logró anotar su primer gol en el equipo ante el Chelsea, de cabeza, para una victoria 2-0. En noviembre, el técnico Alex Ferguson, confirmó que el club quería comprar el pase de Tévez, y declaró:

"Él va a tener conmigo quince goles esta temporada, y va a ser importante para conseguir nuestros objetivos."

Tuvo algunas destacadas actuaciones y goles importantes que sirvieron para la obtención del campeonato de la Premier League, siendo su primer título en el continente europeo.
Además del campeonato local, Tévez también participó del equipo que salió campeón de la Liga de Campeones de la UEFA 2007-08, en la cual marcó un total de cinco goles. En la final le tocó enfrentar al Chelsea y Mánchester lo ganó por penales, luego de un empate 1-1. Él abrió la tanda de penales, convirtiendo el suyo. Con esta conquista, se convirtió en el único argentino en ganar la Copa Libertadores de América, la Copa Intercontinental y la Liga de Campeones. También ganó la Community Shield al ganarle por penales al Portsmouth.

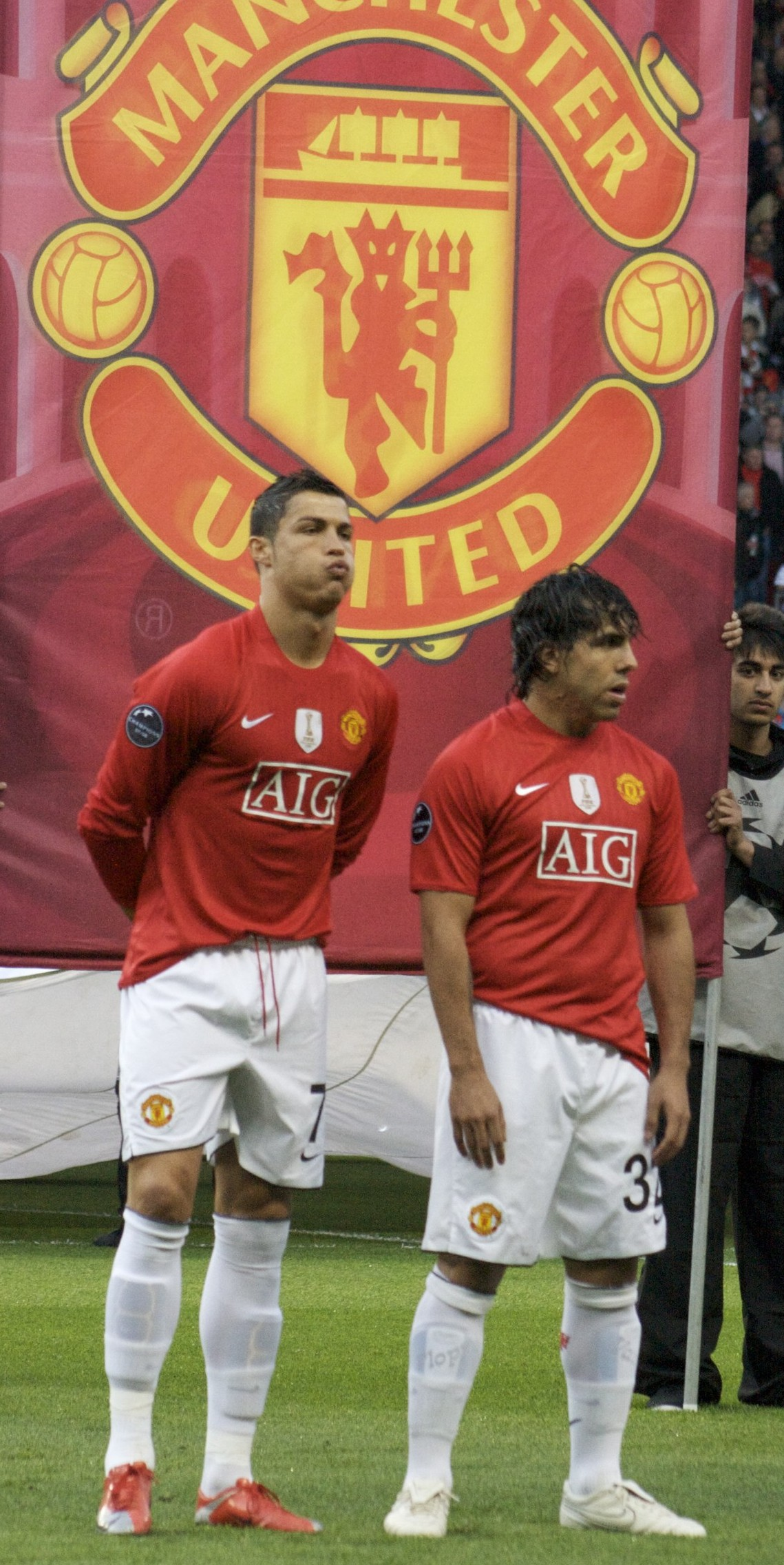
Tévez (derecha) junto al portugués Cristiano Ronaldo.

En la siguiente temporada 2008/09, a pesar de no ser titular y no tener muchos minutos de juego, Tévez siguió cumpliendo buenas actuaciones, consiguiendo el bicampeonato de la liga inglesa. Marcó su primer gol el 13 de septiembre en la derrota 2-1 contra el Liverpool. También fue parte del equipo que obtuvo la Carling Cup 2008/09, del cual salió goleador del torneo con 6 tantos convertidos. Su primer gol se lo marcó de penal al Queens Park Rangers, para la victoria 1-0 y lograr el pase a los cuartos de final. En la siguiente fase marcó por primera vez en su carrera 4 goles en un encuentro, contra el Blackburn Rovers, partido que terminó 5-3. Luego del encuentro, el entrenador Alex Ferguson declaró:

Tévez marcó cuatro goles y produjo una actuación maravillosa, al igual que la de otros compañeros. Definitivamente esto hace mi trabajo más difícil, aunque también hace más fuerte al equipo

.
Para el partido de vuelta de las semifinales de dicha copa, marcó el tercer gol en la victoria 4-2 ante el Derby County, logrando el pase a la final. En dicha final le ganó al Tottenham por la vía de los penales, en la cual Carlos convirtió el suyo.
El 21 de diciembre salió campeón del Mundial de Clubes 2008 al ganarle la final a Liga de Quito por 1-0. Carlos jugó solo 51', debido a que fue sustituido por Jonny Evans, como consecuencia de la expulsión de Nemanja Vidić.

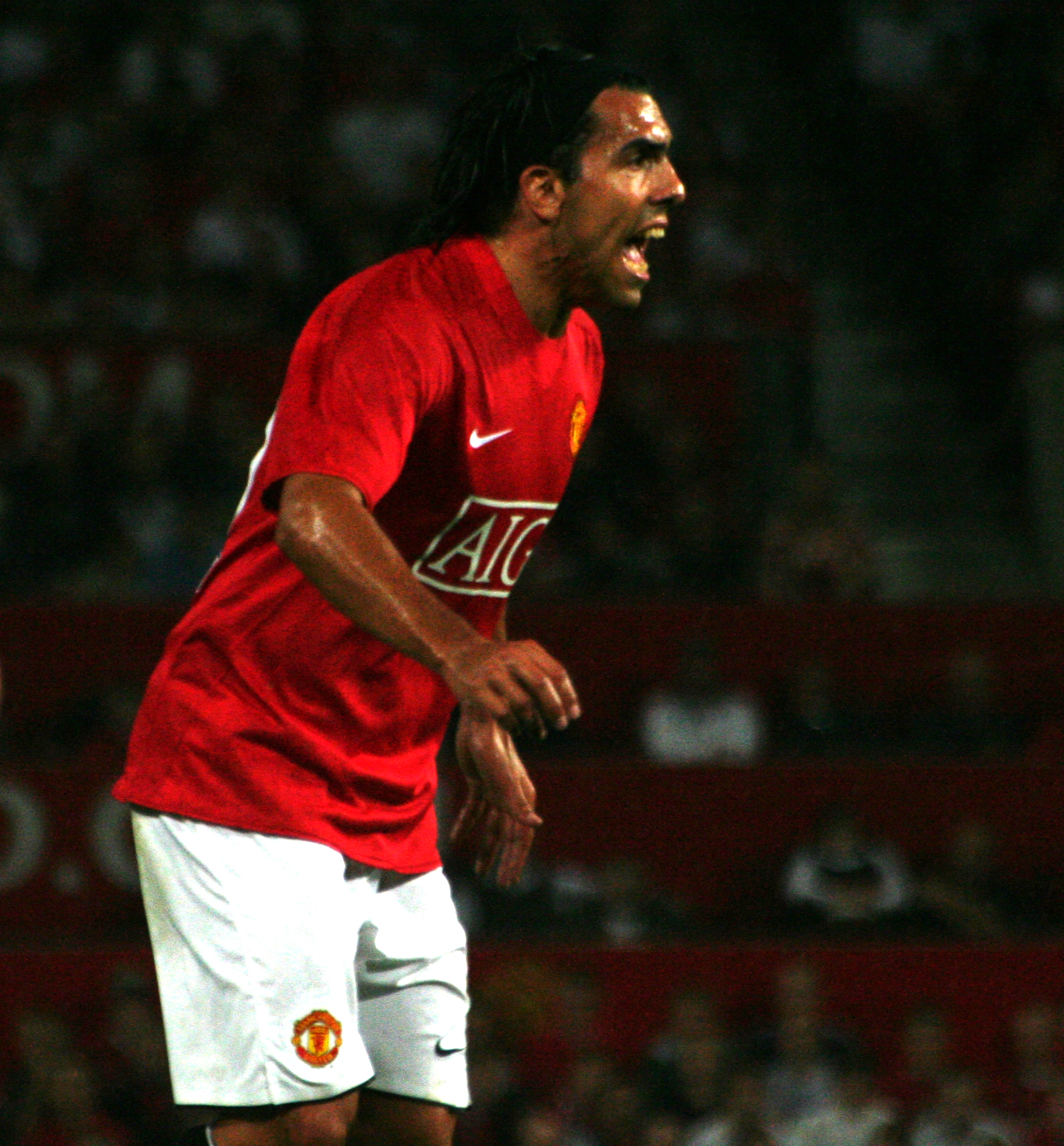
Tévez en el Manchester United.

El 10 de mayo de 2009, Tévez dijo que creía que su etapa en el Manchester United habría llegado a su fin y expresó su descontento con la dirigentes del club, por no haber comprado su pase en su totalidad. No tuvo una relación tirante tanto con su entrenador, ni tampoco con la afición, que lo apreciaba. Su último partido por Premier League fue contra el Arsenal FC, finalizando con empate 0-0, y coronándose campeón de la misma. Fue reemplazado a los 20 minutos de la segunda parte por el Coreano Park Ji-Sung y ovacionado por los hinchas.
El director ejecutivo del United, David Gill, sugirió que el futuro de Tévez sería resuelto a principios de junio de 2009. A pesar de que los clubes acordaron su traspaso definitivo por 25,5 millones de libras, y el ofrecimiento a Tévez de un contrato de cinco años, los asesores del jugador le informaron al club que ya no quería jugar más para el Manchester United.
En el equipo de Manchester, ganó cuatro títulos locales, dos Premier League, una Copa de Liga y una Community Shield, y dos torneos internacionales: la UEFA Champions League 2007-08 y el Mundial de Clubes 2008. Participó en 99 partidos, convirtiendo 34 goles y 17 asistencias.

### Manchester City F. C. (2009-2013)
Luego de su polémica salida del Manchester United, el 14 de julio de 2009 Tévez optó por fichar por el clásico rival de la ciudad, el Manchester City, con un contrato por 5 temporadas por una suma cercana a los 45 millones de euros. Decidió utilizar la camiseta número 32, el mismo que usó tanto en West Ham como en el United.

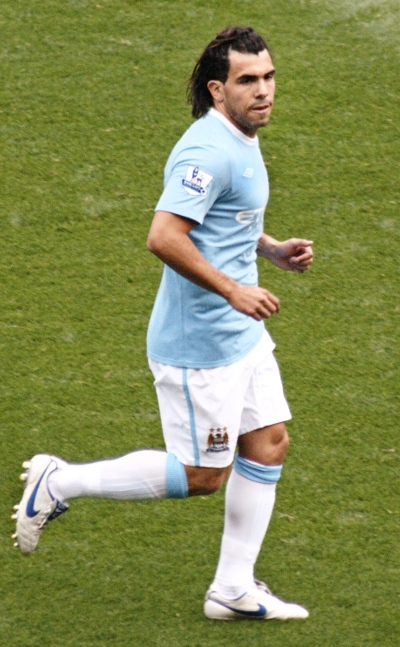
Tévez en la temporada 2009/10.

El 20 de junio de 2009, Tévez se desligó del Manchester United, a petición propia, porque el director técnico, Alex Ferguson, no le quiso renovar por tener tantas estrellas. Sin embargo, con la salida de Cristiano Ronaldo (que fichó por el Real Madrid) Ferguson le pidió que se quedara, pero él ya se había desvinculado del club.
Su debut en el club se dio en la primera fecha contra Blackburn Rovers, en la victoria por 2-0. Tévez entró faltando 8 minutos para la finalización del encuentro.
Su primer gol en el equipo se dio el 27 de agosto por la Carling Cup. El gol se lo convirtió al Crystal Palace, de cabeza, siendo el segundo gol del partido y dándole a su equipo la clasificación a la tercera ronda del torneo.
Durante el mes de septiembre de 2009, Tévez sufrió una lesión en la rodilla, mientras jugaba para la selección Argentina, que lo mantendría fuera de las canchas por dos a tres semanas, lo que le obligó a perderse el partido contra el Arsenal. También se pensaba que Tévez se perdería el derbi de Mánchester el siguiente fin de semana, pero se recuperó a tiempo para jugar en el partido. Terminó perdiendo el clásico por 4-3.
En octubre, marcó su primer y segundo gol en la Premier League 2009/10 en la victoria 3-1 contra su exequipo, el West Ham United. Más tarde esa semana convirtió el cuarto gol en la goleada 5-1 al Scunthorpe por los octavos de final de la Copa de la Liga 2009/10. En la siguiente ronda convirtió el primer gol en la goleada 3-0 al Arsenal, logrando el pase a las semifinales de la copa.
Gracias al buen nivel y una impactante racha goleadora (7 goles en 6 encuentros disputados en el mes), Carlos Tévez recibió el premio al mejor jugador del mes de la Premier League, que corresponde a diciembre de 2009. La decisión fue tomada por dirigentes, medios de comunicación y aficionados de dicha liga. Luego de la distinción lograda, su entrenador, el italiano Roberto Mancini, elogió a su dirigido diciendo que es un delantero "inteligente" y que "se entiende bien con sus compañeros de equipo". También declaró:

Tévez es uno de los mejores delanteros del mundo.

El 11 de enero de 2010, Tévez marcó su primer "hat-trick" con el City, en la victoria 4-1 ante el Blackburn Rovers. Ese mismo día recibió el reconocimiento al Mejor jugador del mes de diciembre mencionado anteriormente.
El 19 de enero, en la semifinal de la Carling Cup, su equipo tuvo que enfrentarse con el Manchester United, en el clásico de la ciudad de Mánchester. En la ida, a pesar de que comenzó perdiendo, con 2 goles de Tévez dio vuelta el resultado y le dio la victoria al Manchester City por 2-1. En dicho enfrentamiento le gritó los goles a los simpatizantes de su ex club, Manchester United, y especialmente a Gary Neville, excompañero, con el que tuvo entredichos. En la vuelta fue derrotado por 3-1 y, aunque Tévez volvió a marcar otro gol, no sirvió para pasar a la final.
Con el nacimiento de su segunda hija, Tévez tuvo que volver a Argentina. Pocos días después regresó a Inglaterra para enfrentar al Chelsea y le marcó 2 goles que sirvieron para la victoria por 4-2 y los festejó con el dedo pulgar en la boca en referencia a su hija recién nacida.

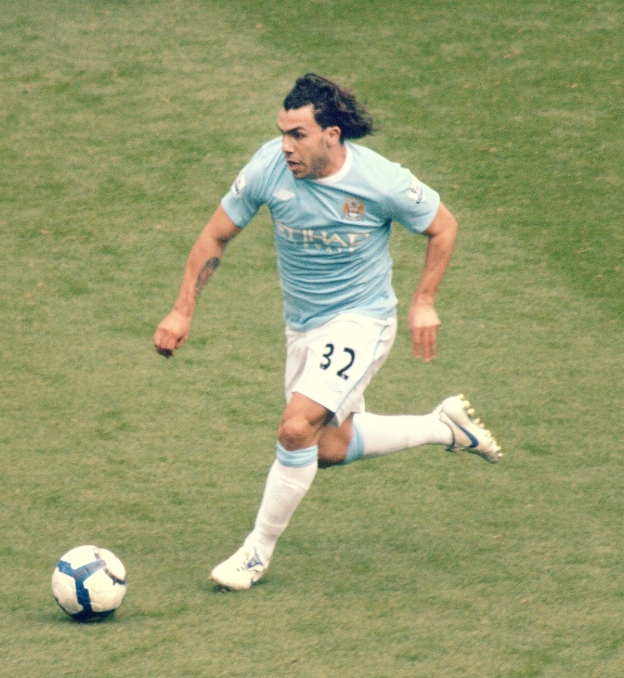
Tévez en el Manchester City.

El 30 de marzo volvió a marcar un triplete (segundo en la temporada) en la victoria por 3-0 ante el Wigan Athletic, dejando a su equipo en zona de clasificación de la Liga de Campeones de la UEFA. Con estos 3 goles Tévez sumó 19 tantos en la liga inglesa. Tévez marcó esos 3 goles en un lapso de 12 minutos, todos en el segundo tiempo.
En su primera temporada con el City, Carlos jugó 35 partidos convirtiendo 23 goles. En mayo de 2010, el músico Noel Gallagher de Oasis, reconocido fanático del Manchester City, afirmó que impugnará su voto en las elecciones británicas al votar a Carlos Tévez, su jugador preferido del equipo.
El 18 de agosto de 2010 el entrenador lo nombró capitán del equipo. Para la Premier League 2010/11 Tévez siguió con su racha goleadora marcando importantes goles en la liga, por ejemplo en las victorias: 3-0 al Liverpool, Wigan 2-0, contra el Chelsea 1-0, entre otras. Con sus dos tantos convertidos al Blackpool FC el 17 de octubre de 2010, se convirtió, en ese momento, en el jugador sudamericano que más goles hizo en la historia de la Premier League logrando un total de 56 tantos oficiales, y superando al uruguayo Gustavo Poyet (54 goles) como goleador histórico sudamericano de dicha competición.
En diciembre de 2010, a pesar de que su representante estaba intentado mejorar su contrato, Tévez entregó al club una solicitud de transferencia por escrito, citando razones familiares y una ruptura en "relación con ciertos ejecutivos e individuos del club". La solicitud de transferencia fue rechazada con un comunicado oficial del club describiendo que las razones de Tévez eran "absurdas y sin sentido". También se declaró que el jugador no se vendería en el mercado de invierno y buscará una indemnización por incumplimiento de contrato si se retira o se niega a jugar. A la semana siguiente todo se solucionó luego de un convencimiento por parte de Roberto Mancini y por su compañero y compatriota Pablo Zabaleta, además de la intervención de Brian Marwood, ejecutivo de la Administración de Fútbol del club. El 20 de diciembre retiró su solicitud y expresó su "compromiso absoluto" al Manchester City. El 26 de diciembre anotó dos goles en la victoria 3-1 al Newcastle United. Convirtió más goles ante el Leicester City, el Wolverhampton Wanderers, West Bromwich Albion, Birmingham City y Notts County, con lo cual llegó a los 50 goles en el club en 73 partidos.

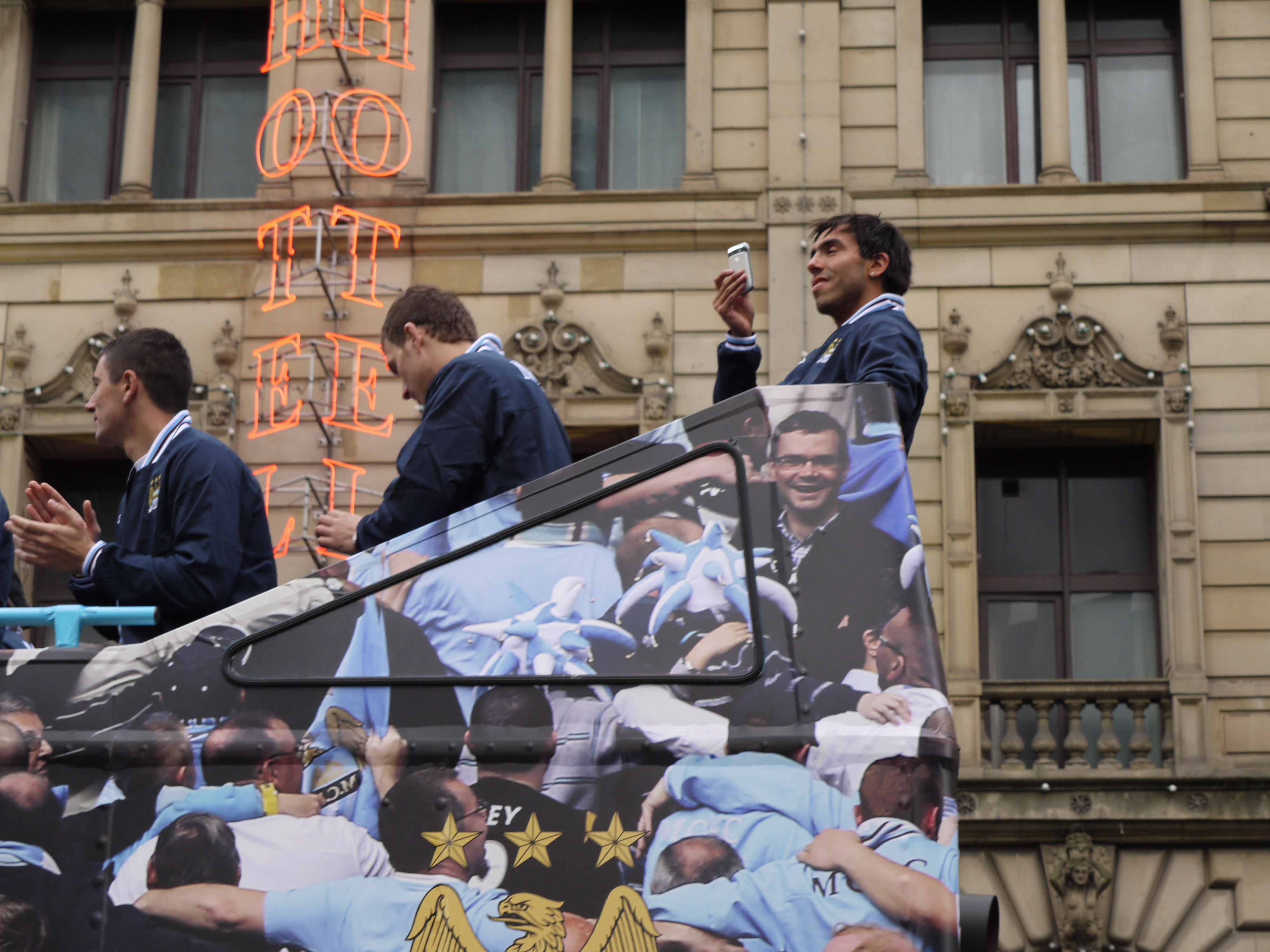
Carlos Tévez festejando la obtención de la FA Cup en 2011.

Luego de perderse la semifinal contra el Manchester United, debido a una lesión en el muslo, el 14 de mayo de 2011, se consagró campeón de la FA Cup 2010-11, luego de la victoria 1-0 sobre el Stoke City. Siendo el capitán del equipo, levantó la copa en el festejo final, consiguiendo su primer título en el City.
En el último partido de la temporada su equipo ganó 2-0 ante el Bolton Wanderers y, si bien no consiguió anotar, se convirtió en el máximo goleador de la Premier League (junto al búlgaro Dimitar Berbatov, con 20 goles cada uno), siendo el primer jugador argentino en lograrlo. Así mismo, contribuyó a clasificar a su equipo a la Liga de Campeones de la UEFA luego de 43 años. Al final de la temporada Tévez marcó 31 goles en 31 partidos con una media goleadora de 1,00 y fue seleccionado 4 mejor jugador del mundo por la FIFA y el número 1 por varias revistas.
Debido a sus compromisos con la selección nacional en el verano europeo, Tévez no estuvo en el primer partido de liga de la temporada 2011/12 contra el Swansea City. Volvió en la segunda fecha contra el Bolton Wanderers, ingresando en el segundo tiempo por Sergio Agüero. Además para esta temporada, Carlos perdió el brazalete de capitán (por Vincent Kompany), igual declaró estar feliz en el equipo y que no se iría de momento.
El 14 de septiembre Tévez ingresó por Edin Džeko en el segundo tiempo del primer partido correspondiente a la Liga de Campeones de la UEFA 2011/12, en el empate 1-1 contra el Napoli. Un par de semanas después Tévez entraría en conflicto con el entrenador Roberto Mancini y el club al negarse a entrar al campo en un partido ante el Bayern Múnich en Champions League, que lo privó de jugar por el resto de la temporada, con el delantero declarándose en huelga y viajando a Argentina sin permiso, que le produjo varias multas por parte del club hacia el jugador.

#### Regreso a las canchas después del escándalo

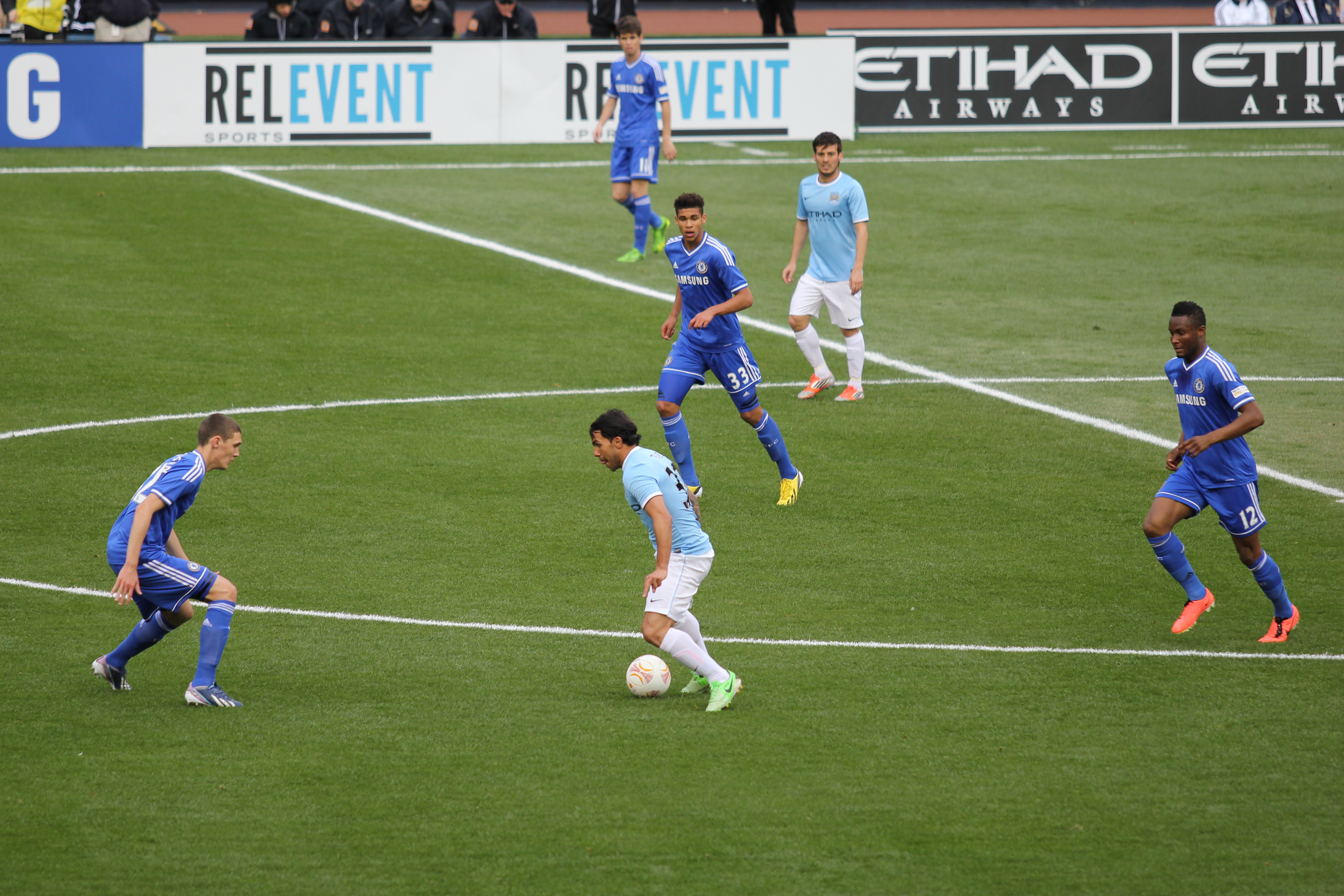
Tévez en un partido contra el Chelsea.

Tévez re-debutó el 21 de marzo de 2012 en un encuentro frente al Chelsea, ingresando a los 66 minutos con su equipo perdiendo 1 a 0, formó parte del penal cobrado a favor del City, que le dio el empate al conjunto de Mánchester. Y luego a los 85 minutos asistió a Samir Nasri ganando el partido 2 a 1.
El 11 de abril, anota su primer gol en la temporada frente al West Bromwich Albion el cual fue asistido por Sergio Agüero en una victoria por 4-0 a favor del Manchester City. Tres días después anotaría un hat-trick en una victoria a domicilio contra el Norwich City, el partido terminó 6 a 1 a favor de los ciudadanos.
Finalmente, pudo hacerse un lugar como titular en los últimos partidos que su equipo disputó en la liga, volviendo a ocupar el lugar de importancia que tenía en el club. El 13 de mayo de 2012 consigue su tercer Premier League con el Manchester City, logrando así un récord inédito para un jugador argentino, ya que además de ser el único futbolista de esa nacionalidad en ganar dicha cantidad de ligas, se convirtió en el primero en conseguir alzarse con este trofeo con dos equipos diferentes.
La temporada siguiente comenzó con la obtención de la Community Shield 2012 el 12 de agosto, ganándole 3-2 al Chelsea, que contribuyó con un gol. El fin de semana siguiente, marcó el primer gol del equipo de la Premier League 2012/13 contra el Southampton. El 26 de agosto, Tévez anotó su tercer gol en tres partidos en un empate 2-2 con el Liverpool, donde consiguió su gol número 100 en el fútbol Inglés. El 17 de noviembre, convirtió un doblete en la victoria por 5-0 sobre el Aston Villa. El 9 de marzo de 2013 logró un triplete en la segunda ronda de la FA Cup, en la victoria 5-0 ante el Barnsley. No fue una gran temporada para Carlos, el equipo terminó la temporada en el segundo lugar; donde Tévez disputó 34 partidos convirtiendo 11 goles, y en total en la temporada participó en 47 partidos, anotando 17 goles.
La temporada 2012/13 fue la última en el club, donde consiguió una Premier League, una FA Cup y una Community Shield. En sus cuatro años en la institución jugó 148 partidos, anotando 73 goles y 37 asistencias.

### Juventus de Turín (2013-2015)
El 26 de junio de 2013 se hace oficial su traspaso a la Juventus de Turín por 10 millones de euros por las siguientes tres temporadas con un sueldo de 5.5 millones de euros. A Tévez se le adjudicó el dorsal número 10 que estaba vacante tras el retiro de Alessandro Del Piero, un gran referente del club; sin embargo Tévez declaró "Usé la 10 de Maradona en Boca, el número no es un problema" y al poco tiempo, incluso sin haber debutado, pasó a ser la camiseta más vendida del país en más de un 70% sobre el total de las compras.
En su debut oficial contribuyó con un gol en la goleada 4 a 0 a la Lazio consagrándose campeón de la Supercopa de Italia 2013. Tévez debutó en la liga convirtiendo el gol ante Sampdoria tras una jugada colectiva para poner el 1 a 0 de la victoria. Una vez concluida la primera mitad del torneo registró 11 goles en 17 partidos, producto de esta cantidad de goles consiguió ser elegido como mejor jugador de la Serie A, una distinción otorgada por el prestigioso periódico italiano La Gazzetta dello Sport.

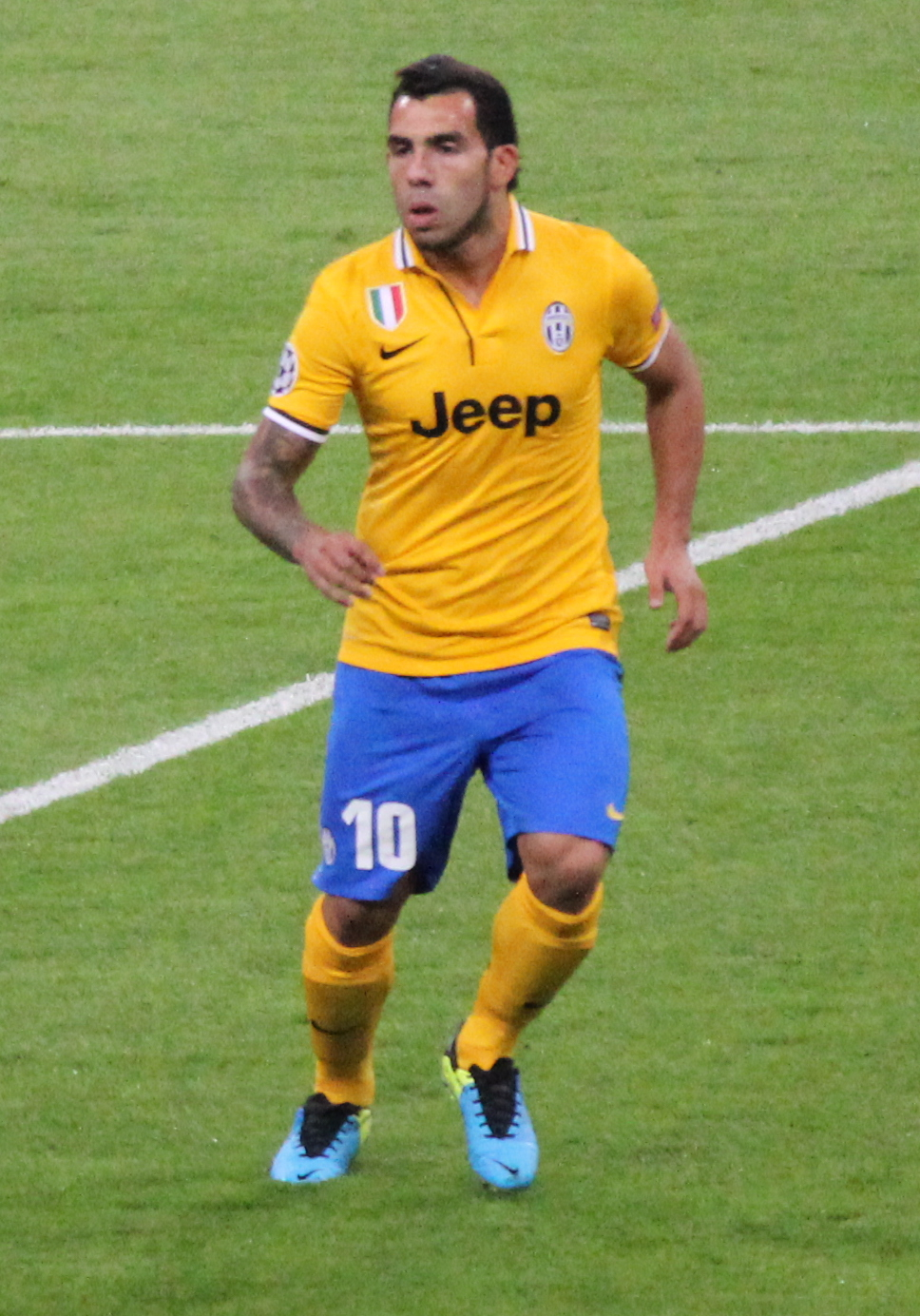
Tévez jugando un partido de la UEFA Champions League contra el Real Madrid el 24 de octubre de 2013.

Fue elegido el mejor jugador de la Juventus de la temporada 2013/2014 por encima de jugadores como Andrea Pirlo, Arturo Vidal o Gianluigi Buffon, entre otros, al ser el máximo goleador del equipo con 19 goles. Además de haber conseguido el tri-campeonato con cifras récords consiguiendo 102 puntos, Tévez consiguió su título número 19 en su carrera.
En la temporada 2014/15, a pesar de la ida del técnico Antonio Conte y la llegada de Massimiliano Allegri, Tévez sería fundamental para que la Juventus consiguiera su trigésimo primer scudetto y el cuarto consecutivo, convirtiendo 20 goles en 32 partidos. De esta forma conseguiría su segundo título de liga de Italia. Además logró la Copa Italia 2014-15, consiguiendo el doblete en la temporada. Carlos Tévez fue de gran importancia para que el equipo llegara a la final de la UEFA Champions League 2014/15, disputada en la ciudad de Berlín, marcando un doblete en la victoria 2 a 0 contra el Malmö FF y uno en la victoria 2 a 0 también contra el Malmö FF, ambos partidos correspondientes a la fase de grupos. En los octavos de final, el 24 de febrero de 2015 en el partido de ida, le marcó un gol al Borussia Dortmund en la victoria 2 a 1 y el 18 de marzo de 2015 en el partido de vuelta le marcaría dos goles, consiguiendo una victoria de 3 a 0 y un global de 5 a 1. En los cuartos de final, la Juventus superó al Mónaco con un global de 1 a 0 (1 a 0 en la ida y 0-0 en la vuelta). El 5 de mayo se jugó el partido de ida de la semifinal contra el Real Madrid, donde la Juventus ganó 2 a 1 con un gol de Tévez de penal. Luego en el partido de vuelta disputado el 13 de mayo, la Juventus conseguiría empatar 1 a 1 y con un global de 3 a 2 llegaría después de 12 años a una nueva final de la Champions League. El 6 de junio se disputó en el Estadio Olímpico de Berlín la final contra el FC Barcelona, donde perdería el partido por un marcador de 3 a 1, de esa forma se perdería la oportunidad de conseguir su tercer título de Champions. Aquel partido fue el último de Carlos con la camiseta de la Juve.
En el equipo de Turín, Carlos Tévez, llegó a disputar 96 partidos oficiales, convirtiendo 50 goles y 20 asistencias, además de ganar 4 títulos, 2 Serie A (2013/14 y 2014/15), una Copa Italia (2014-15) y una Supercopa de Italia (2013).

### Regreso a Boca Juniors (2015-2016)

#### Temporada 2015
Luego de largas reuniones entre los dirigentes de la Juventus y Boca Juniors, el 24 de junio de 2015 se confirmó el regreso de Tévez al club Xeneize, ignorando ofertas de clubes como Atlético de Madrid y París Saint-Germain FC, y hasta una oferta millonaria por 20 millones de dólares por año del Shanghái Donghai, que lo hubiera convertido en el mejor pago del mundo. El acuerdo de traspaso fue a cambio de la cesión por dos años del jugador de Boca, Guido Vadalá, al equipo italiano. Fue presentado oficialmente el 13 de julio en La Bombonera, a estadio lleno ante alrededor de 60.000 personas que presenciaron la bienvenida, con la presencia especial de Diego Maradona, siendo esta la tercera presentación con más público en la historia. En su presentación declaró frases como: "Román es el máximo ídolo. No vengo a superarlo. Vengo a hacer mi propia historia", "A los 20 años, el mundo Boca me devoró. Ahora estoy más preparado", "Ahora me siento preparado para el mundo Boca". En su segunda etapa en el club utilizaría la camiseta número 10, el cual ya había usado en los últimos partidos durante su primera etapa.
El 15 de julio, Tévez fue elegido entre los 10 futbolistas candidatos a ganar el Premio al Mejor Jugador de Europa de la UEFA de la temporada 2015.
En este segundo ciclo debutó oficialmente el 18 de julio contra Quilmes por la fecha 17 del Campeonato Argentino 2015. El encuentro se disputó en La Bombonera y Boca ganaría el partido por un resultado de 2 a 1. A pesar de no haber marcado, hizo un buen partido y demostró grandes cualidades futbolísticas. El 29 de julio marca su primer gol desde el regreso al club, en un partido contra Banfield, correspondiente a los dieciseisavos de la Copa Argentina 2015. En dicho encuentro marcó el tercer gol de tiro libre, para que Boca ganara 3-0. Pocos días después, el 2 de agosto, marcó su segundo gol en la caída 3-4 ante Unión de Santa Fe por el Campeonato, en condición de local. El 19 de septiembre, Boca visitó a Argentinos Juniors por la fecha 25 del torneo. El encuentro terminó con victoria xeneize por 3-1 con dos goles de Tévez. El acto negativo de este partido fue la fuerte disputa del balón que tuvo Carlos con Ezequiel Ham, en la cual le produjo mediante un planchazo, la fractura expuesta de tibia y peroné al chico de Argentinos Juniors. A pesar de la polémica generada alrededor de esta jugada, Tévez tuvo un gran impacto en el equipo, marcando 9 goles en 15 partidos disputados, y logrando su objetivo se consagrarse campeón del Campeonato al vencer a Tigre por 1 a 0, y de la Copa Argentina al ganar 2 a 0 a Rosario Central.

#### Temporada 2016 y marcha

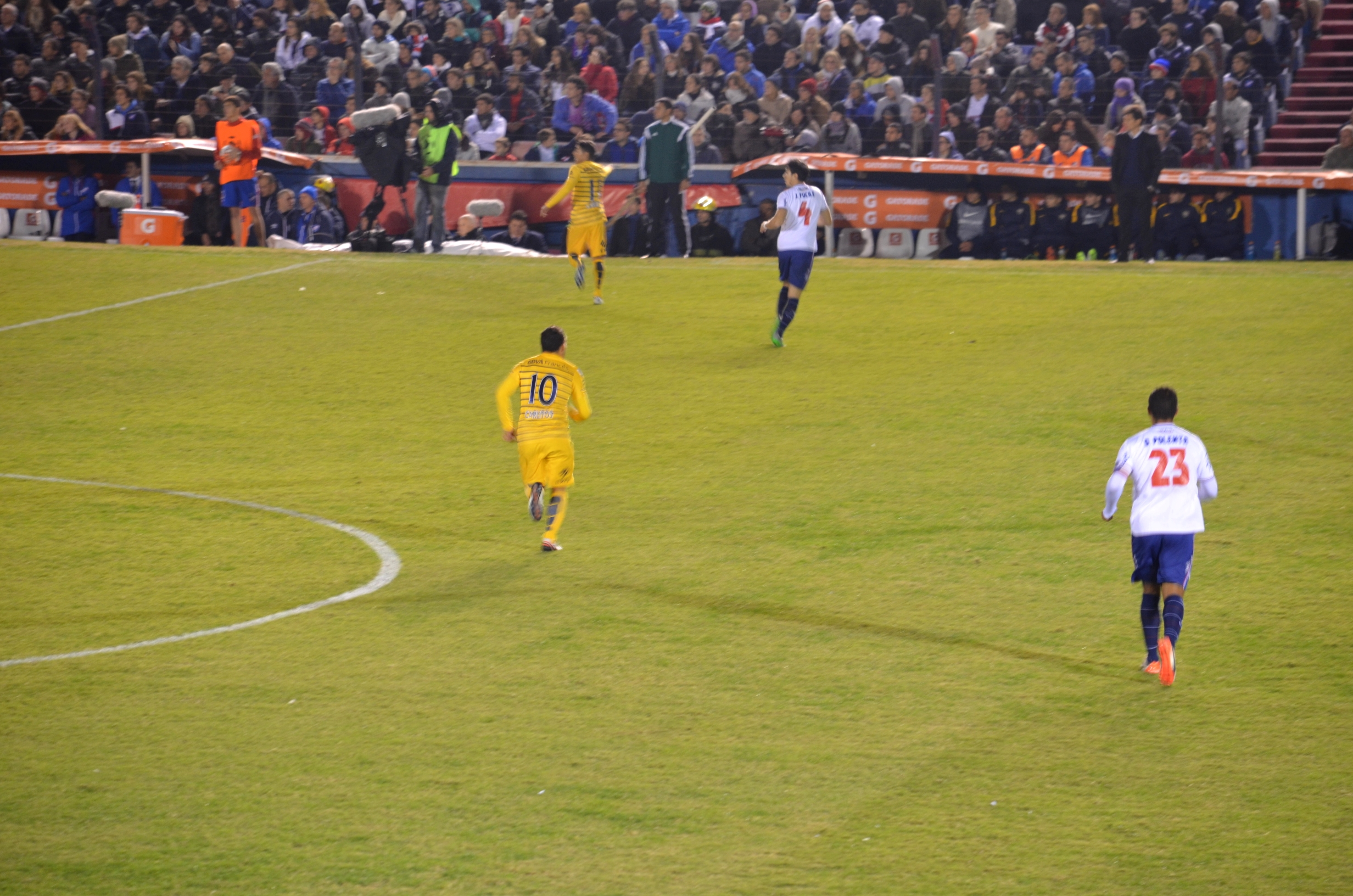
Tévez durante un partido de Copa Libertadores en el año 2016.

Tévez fue criticado por periodistas por su actuación en la derrota de Boca ante San Lorenzo por 4 a 0 en la Supercopa Argentina 2015. Esto produjo la despedida del "Vasco" Arruabarrena y la llegada de Guillermos Barros Schelotto como nuevo entrenador del equipo. El 20 de abril de 2016, marcó dos goles al Deportivo Cali en una victoria por 6 a 2 para permitir avanzar a Boca a octavos de final de la Copa Libertadores como invicto. El 5 de mayo, anotó un gol de penal y participó en el gol de Cristian Pavón para la victoria por 3 a 1 ante Cerro Porteño por la vuelta de los octavos de final, que permitió avanzar al equipo a cuartos de final. El 19 de mayo, anotó su gol en la victoria por la tanda de penales ante Nacional por la vuelta de cuartos de final, que hizo que Boca alcanzara las semifinales del torneo por primera vez desde 2012. Sin embargo, Boca quedaría eliminado sorpresivamente y ante todo pronóstico por Independiente del Valle en un global de 5-3. Esta derrota hizo que Tévez considerara retirarse profesionalmente, debido a su flojo rendimiento en la serie y a que falló en su objetivo principal de volver a consagrarse campeón de la Libertadores.
En el Campeonato 2016-17, Tévez se encontró en un estado de gracia impresionante. A pesar de haber sido expulsado ante Belgrano por la segunda fecha luego de haber insultado al árbitro, regresó para la sexta fecha ante Sarmiento, y a partir de ahí participó en 10 goles de 12 partidos disputados. Su actuación más destacada fue el 11 de diciembre ante River Plate en El Monumental, donde asistió en el primer gol de Walter Bou, y donde anotó un doblete para ganar el partido. Finalmente, Boca se consagraría campeón del torneo, en gran parte gracias al excelente rendimiento del equipo durante la primera mitad. Sin embargo, Tévez acabaría marchándose del club durante el receso de mitad de temporada, debido a su cansancio mental por parte de la prensa involucrada alrededor del club.

### Shanghái Shenhua (2017)
El 28 de diciembre de 2016, Boca Juniors llegó a un acuerdo con el Shanghái Shenhua de China para que Carlos Tévez juegue dentro del equipo asiático. Este mismo firmó un contrato por dos años obteniendo así una oferta de 80.000.000 de dólares, siendo el futbolista mejor pagado dentro del mundo futbolístico. Durante su etapa en el club chino convirtió nada más que cuatro goles en el año, siendo una de las peores temporadas de su carrera.

### Segunda vuelta a Boca (2018-2021)

#### Campeón de la Superliga y final de Libertadores (2018)
El 5 de enero de 2018, luego de arduas negociaciones con el club chino, logró desvincularse del Shanghái Shenhua. De esta manera, el futbolista encara su tercera etapa en Boca Juniors, tras la partida al fútbol chino un año atrás. Sería presentado oficialmente el 27 de enero de 2018 en La Bombonera, en el partido contra el Club Atlético Colón por la Superliga Argentina, mismo club con el que jugó su último partido con la camiseta de Boca.
En el partido siguiente, Tévez convierte su primer gol desde su segundo regreso al club en un partido frente a San Lorenzo, quien marchaba segundo, por detrás de Boca. El polémico partido finalizó 1 a 1. Por la Superliga 2017/18 alternaría titularidades y suplencias, pero sería importante marcando 3 goles en 10 partidos para que Boca revalidara su título. Por la Copa Libertadores 2018, marcaría un gol sobre el final en el empate ante Palmeiras por la tercera jornada de la fase de grupos de la Copa. Luego de varios partidos con un bajo rendimiento, tuvo un buen partido ante Alianza Lima y marco el 5-0 para lograr la clasificación a octavos de final. El 14 de marzo fue titular en la derrota por la Supercopa Argentina 2017 ante River por 2 a 0.
El 30 de agosto en el partido de vuelta de octavos contra Libertad de Paraguay, marcaría el tercer gol en la victoria xeneize por 4-2, pasando a cuartos de final. El 19 de septiembre entró en los últimos minutos en la victoria por 2 a 0 ante Cruzeiro por los cuartos de final de la Libertadores. El 27 de septiembre, Tévez entró por Darío Benedetto en los octavos de final de la Copa Argentina ante Gimnasia, en la que Boca acabaría eliminado por perder 1 a 0. El 30 de septiembre en La Bombonera marca el tercer gol para su equipo desde afuera del área rival contra Colón de Santa Fe en la victoria de Boca por 3-1 en la fecha 7 de la Superliga Argentina. Boca acabaría clasificándose a la final de la Copa Libertadores, regresando a esta instancia desde la edición del 2012, en una histórica final ante River Plate, pero Tévez quedaría relegado del equipo, entrando en los últimos minutos de la ida (Boca 2 - 2 River), donde generó una clara jugada de gol que Benedetto acabó fallando, y en la prórroga de la vuelta en Madrid. Esta decisión de Barros Schelotto sería duramente criticada.

#### Campeón de la Supercopa Argentina (2019)
En 2019 empezaría siendo titular desde el inicio en los primeros partidos. Sin embargo el nivel mostrado no era el mejor y fue perdiendo terreno frente a los buenos rendimientos de Mauro Zárate. El 24 de febrero frente a Defensa y Justicia, el nuevo entrenador del equipo Gustavo Alfaro alineó a ambos en el equipo titular, ganando el partido 1 a 0 con gol de Tévez. El partido siguiente, Carlitos volvería a marcar en la victoria 3 a 1 ante el Club Atlético Unión en Santa Fe. El 2 de mayo de 2019, se consagró campeón de Supercopa Argentina 2018 ante Rosario Central, venciendo en tanda de penales por 6-5 luego de empatar 0-0 en los noventa minutos. El 10 de mayo, entró en el segundo tiempo en el partido ante Athletico Paranaense por la fase de grupos de la Copa Libertadores 2019, y convirtió un gol en los últimos minutos para ganar el partido 2 a 1. Sin embargo, el equipo no lograría revalidar el título liguero de la Superliga 2018/19, que acabaría siendo campeón Racing. Tévez disputó 21 partidos y marcó solo 5 goles. El 3 de junio, Boca perdió la Copa de la Superliga ante Tigre por 2 a 0, donde Tévez fue titular. En el segundo semestre, ya peleándola desde atrás, Carlitos hizo méritos para ganarse el puesto nuevamente. Mientras Zárate jugaba en bajo nivel los juegos de Copa Libertadores, Tévez se destacó con el equipo alternativo en los del torneo, con tres partidos de titular y dos goles: ante Patronato (0-2) el 4 de agosto y el 18 de agosto en el 2-0 ante Aldosivi. En la serie de semifinales de la Libertadores ante River Plate, entró como suplente en los últimos minutos en la derrota ante River en El Monumental por 2 a 0, pero fue titular en la vuelta en La Bombonera donde el equipo debía remontar. A pesar de que Boca estuvo cerca de empatar la serie, solo ganó 1 a 0 y quedó eliminado.

#### Campeón de la Superliga Argentina (2020-2021)
En 2020, Alfaro decidiría no renovar su contrato con el club, y bajo la nueva dirigencia de Boca presidida por Juan Román Riquelme como nuevo director deportivo, Boca anunciaría el regreso del entrenador campeón de la última Libertadores del club, Miguel Ángel Russo. Tévez se volvería titular indiscutido del equipo, y su rendimiento volvería a ser descomunal. En las últimas 7 jornadas del campeonato, anotó 6 goles, incluido el de la victoria en la última fecha ante Gimnasia, que tras el empate de su principal competidor y hasta el momento líder del campeonato, River, terminó de consagrar como campeón a Boca de la Superliga, siendo el décimo título de Carlitos con el club.
El 22 de octubre de 2020, frente al Caracas Fútbol Club, jugó su partido 250 con la casaca azul y oro, y se convirtió en el tercer futbolista xeneize con más presencias en la Copa Libertadores, con 61. Solo lo superan Clemente Rodríguez (74) y Juan Román Riquelme (73). Asimismo, con sus dos goles marcados esa noche, también es el tercer goleador de Boca en la Libertadores, sumando 20 conquistas, a 3 de Martín Palermo y a 5 de Riquelme.
El 18 de enero de 2021, Boca Juniors superó a Banfield en un reñido partido que terminó empatado 1-1 en tiempo reglamentario, pero que en la definición por penales significó la conquista número 70 para el club xeneize, la Copa Diego Armando Maradona. Carlos Tévez fue titular y superó a Luchó González (28) quedando como el segundo argentino con más títulos en la historia (29), solo por detrás de Lionel Messi (37).
El 26 de abril de 2021, Carlitos sumó su 93° grito con el Xeneize, uno más que los había anotado Riquelme en su etapa como jugador, al convertir el primer tanto con el que Boca comenzó a ganarle a Santos (2-0) por la segunda fecha de la fase de grupos de la Copa Libertadores. Con eso quedó 10° en la tabla de goleadores históricos); además, quedó a sólo uno de Palermo, el segundo goleador histórico por la Libertadores del mismo club. Su último partido como futbolista profesional en Boca Juniors sería ante Racing Club por las semifinales de la Copa de la Liga Profesional 2021. Allí erraría un penal en la tanda de penales y su equipo quedaría eliminado de la competición.
El 4 de junio de 2021 se rumoreó una supuesta salida de Carlitos de Boca Juniors de forma definitiva, la cual finalmente se confirmó ese mismo día en una conferencia de prensa por la tarde, en la que el jugador habló de lo afectado que se vio por el fallecimiento de su padre adoptivo, Segundo Tévez, y su relación con la dirigencia y cuerpo técnico actual del plantel, encabezada por Jorge Amor Ameal, Juan Román Riquelme y Miguel Ángel Russo con los cuales tuvo una extensa conversación comunicándoles su decisión. El jugador se retiró de la institución en la cual jugó la mayoría de su carrera con 11 títulos oficiales y 94 goles en 275 encuentros disputados.

#### Retiro
El viernes 3 de junio de 2022, Carlos Tévez, en el programa de televisión Animales sueltos con Alejandro Fantino confirmó oficialmente su retiro del fútbol profesional. Al mismo tiempo también pasó a anunciar que pasaría a ser director técnico de fútbol.

“Ya está, como jugador, ya di todo, todo lo que tenía dentro de mi corazón lo di, y creo que eso me deja más que tranquilo”
Carlos Tevez  para Animales sueltos 

## Carrera como entrenador

### Rosario Central
El 21 de junio de 2022, inició su carrera de entrenador en Rosario Central y firmó un contrato por 12 meses. A pesar de haber caído en sus dos primeras presentaciones, frente a Gimnasia y Esgrima La Plata y Aldosivi, el equipo mejoró tanto su rendimiento como su cosecha de puntos, obteniendo una victoria muy significativa en el clásico rosarino vs Newell's Old Boys. Sin embargo, sufrió una pronta eliminación en la Copa Argentina, al caer por penales en segunda ronda a manos de Quilmes. Por la fecha 26 de la Liga Profesional, se impondría 1-2 como visitante ante River Plate.
Luego de cinco meses en el cargo, Tévez anunció que dejaría el cargo por diferencias con la dirigencia entrante.

### Independiente
El 22 de agosto de 2023, fue oficializado como entrenador de Independiente hasta el final de la temporada. Luego, extendió su contrato hasta diciembre de 2026. Sin embargo, el 17 de mayo de 2024, presentó su renuncia al cargo de forma indeclinable.

### Talleres
El 8 de julio de 2025, asumió al frente de Talleres de Córdoba.

## Selección nacional

### Selecciones juveniles
Por sus buenas actuaciones en las inferiores de Boca Juniors (44 goles en dos temporadas) fue citado para la selección argentina sub-15 para jugar el Torneo Tres Naciones en el Estadio de Wembley. En dicho estadio marcó un gol de chilena ante Francia. En ese torneo, Argentina perdió la final con Inglaterra.
Participó de la Copa Mundial de Fútbol Sub-17 de 2001 que se disputó en Trinidad y Tobago donde jugó 6 partidos y marcó 2 goles. la selección argentina consiguió el cuarto lugar.
Disputó en 2003 el Sudamericano Sub-20 en Uruguay logrando salir campeón del mismo.
No disputó la Copa Mundial de Fútbol Sub-20 de 2003 en los Emiratos Árabes Unidos por una disputa entre la selección nacional y Boca Juniors, quien triunfó en la pulseada y lo llevó a Japón para disputar frente al AC Milan de Italia la Copa Intercontinental 2003, que Boca terminó llevándose en los penales. Durante la controversia el jugador declaró en reiteradas oportunidades su deseo de no jugar el Mundial, ya que priorizaba su labor en Boca.
En enero de 2004 gana el Preolímpico Sudamericano en Chile, Clasificando a la Argentina a los Juegos olímpicos de Atenas celebrado ese año.

### Selección olímpica
Tévez participó de los Juegos Olímpicos de Atenas 2004 siendo figura y goleador del torneo con 8 goles, además de ganar la medalla de oro, derrotando en la final a Paraguay, con gol suyo.

#### Participaciones en Juegos Olímpicos
| JJ. OO.                         | Sede   | Resultado | Partidos | Goles |
| ------------------------------- | ------ | --------- | -------- | ----- |
| Juegos Olímpicos de Atenas 2004 | Atenas | Campeón   | 6        | 8     |

### Selección absoluta
Debuta en la selección de mayores el 30 de marzo de 2004 frente a Ecuador.
Fue partícipe de la Copa América 2004 disputada en Perú. Fue importante al meter el gol del triunfo contra la Selección local, en un partido cerrado que finalizó 1-0 para la selección argentina. En ese torneo Argentina perdió la final con Brasil por penales, luego de un empate 2-2.
Tévez tuvo un buen rendimiento en la selección en 2004 convirtiendo 10 goles, lo que lo llevó a convertirse en el segundo mejor goleador del mundo por la IFFHS. En 2005 formó parte del equipo que jugó la Copa FIFA Confederaciones 2005 participando en 3 encuentros. En aquel certamen la selección logró el subcampeonato al perder la final contra Brasil.

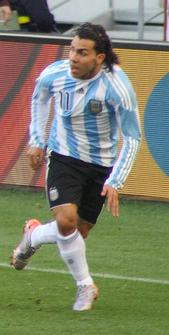
Tévez en un partido del Mundial Sudáfrica 2010.

Tuvo su debut mundialista en Alemania, en 2006, en el partido que enfrentó a la selección nacional contra el combinado de Serbia y Montenegro, anotando un gol en un encuentro que terminaría 6-0 para los albicelestes. La selección Argentina alcanzaría los cuartos de final, donde sería derrotada por el local, Alemania, en la tanda de penaltis.
También participó de la Copa América 2007, disputada en Venezuela, donde convirtió un gol en la victoria por 4-1 sobre EE. UU. y Argentina volvió a perder la final con Brasil, como en la edición de 2004 esta vez por goleada 3-0.
En 2010 juega su segunda Copa del Mundo, en Sudáfrica, esta vez con una participación más activa en el equipo, disputando una mayor cantidad de minutos que en el mundial anterior. Si bien no consigue golear en los encuentros de primera ronda, su actuación fue fundamental en el partido por los octavos de final ante México, donde anota el primer y el tercer gol, que acabarían siendo decisivos en el 3-1 final. Al igual que el mundial anterior, cayó en los cuartos de final ante Alemania, pero esta vez con una goleada por 4-0.
En 2011 participó de la Copa América 2011, pese a no estar en los planes del técnico, y falló el penal en la definición de los cuartos de final ante Uruguay en el clásico Rioplatense, quedando así fuera de dicha competición.

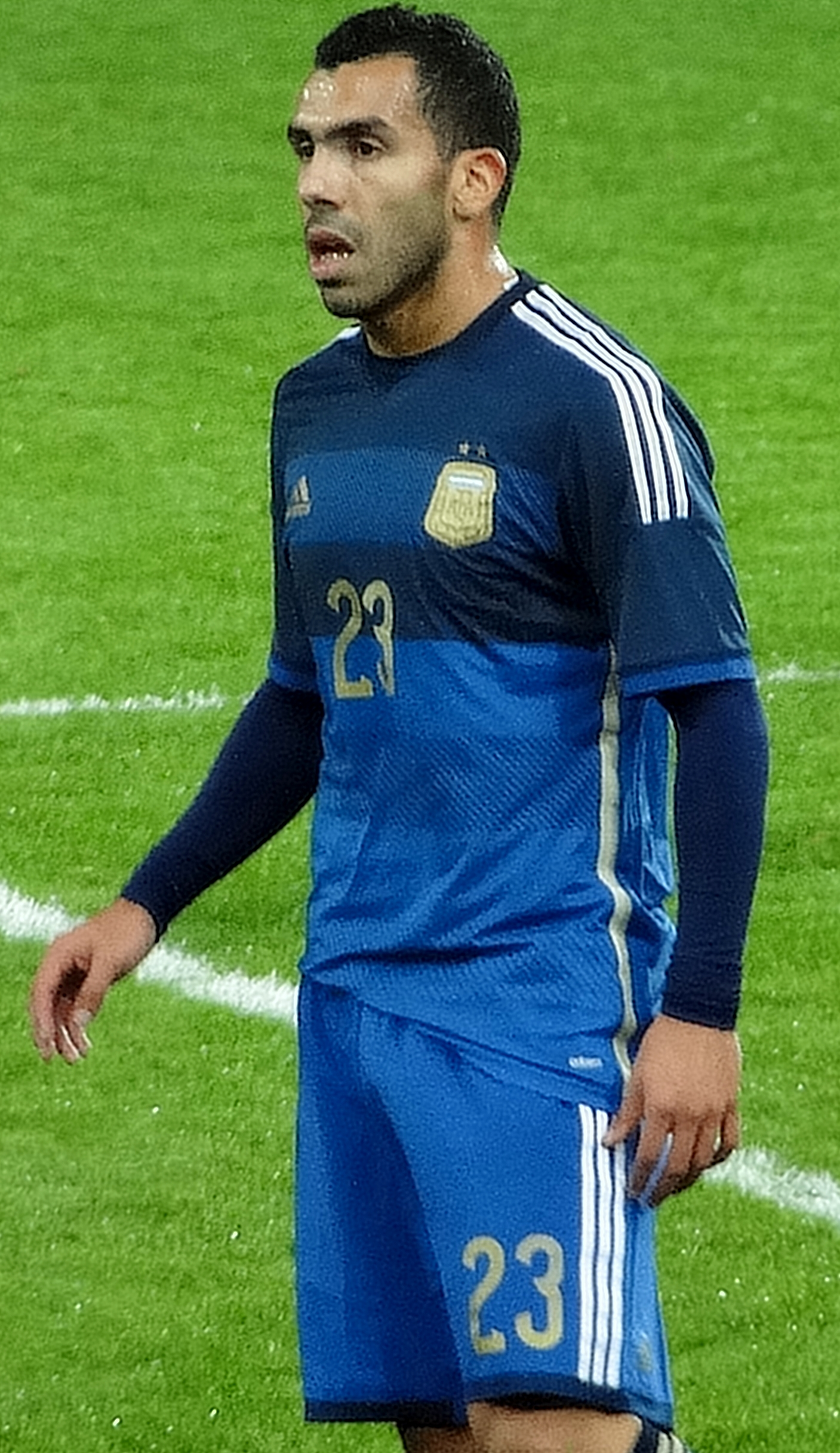
Tévez en un partido contra Croacia.

#### Relegado del seleccionado
En las eliminatorias para el Mundial de Brasil no fue convocado por Alejandro Sabella, pese a su gran nivel mostrado en la Juventus, y manifestó: "No extrañé a la selección el sábado. Mirándolo de afuera estuve más contento. Me gustó el equipo, pero yo por ahora no quiero estar, cuando me toque voy a estar, seguro. Estoy muy tranquilo y si me toca volver, volveré". Sin embargo, la gran temporada que tuvo el "Apache" en la Juventus, sumado al cariño que le tiene la gente, podría haber sido clave para una posible convocatoria. Pero finalmente no fue así, ya que Sabella no lo incluyó en la lista la convocatoria preliminar de 30 jugadores para Copa Mundial de la FIFA Brasil 2014.

#### Vuelta a la selección Argentina
Con la salida de Alejandro Sabella de la selección Argentina y la llegada de Gerardo Martino, luego del Mundial 2014, y debido a su gran rendimiento en la Juventus, Tévez comenzó a ser tenido en cuenta por el director técnico. Su regreso oficial se realizó el 12 de noviembre de 2014 en partido amistoso contra Croacia, ingresando en el segundo tiempo, con una victoria argentina por 2 a 1. Luego también participaría unos minutos en la derrota 1 a 0 contra Portugal y en las victorias 2 a 0 y 2 a 1 contra las selecciones de El Salvador y Ecuador, respectivamente, ambas en 2015.
A mediados de 2015 integró el plantel argentino que participó en la Copa América 2015 en Chile, donde en la fase de grupos ingresó desde el banco en el empate 2 a 2 contra Paraguay, en la victoria 1 a 0 contra Uruguay y en el partido contra Jamaica, con victoria también por 1 a 0. En los cuartos de final le tocó ingresar como suplente, a los 73' del segundo tiempo, en el empate 0-0 contra la selección de Colombia. Esta paridad llevó al partido a definirse por la tanda de los penales. Luego de varios penales pateados por las dos selecciones, el 7° y último penal argentino le tocó patearlo a Tévez, el cual convirtió. La Argentina ganó por penales 5-4 y logró el pase a las semifinales. De esa forma, Carlos, tuvo revancha de lo sucedido en la Copa América pasada. En semifinales la Argentina se enfrentó de nuevo al seleccionado paraguayo, esta vez se impuso con una goleada 6 por 1, donde si bien Carlos no ingresó, consiguió llegar por tercera vez a una final de Copa América. Ya en la final, como en el partido anterior no ingresó a jugar, pero esta vez la selección cayó en la definición por penales 4:1 contra Chile. Tévez se quedó con el subcampeonato por tercera vez, donde jugó 4 partidos sin convertir goles.

#### Participaciones en la Copa Mundial
| Copa              | Sede      | Resultado        | Partidos | Goles |
| ----------------- | --------- | ---------------- | -------- | ----- |
| Copa Mundial 2006 | Alemania  | Cuartos de final | 4        | 1     |
| Copa Mundial 2010 | Sudáfrica | Cuartos de final | 4        | 2     |

#### Participaciones en la Copa América
| Copa              | Sede      | Resultado        | Partidos | Goles |
| ----------------- | --------- | ---------------- | -------- | ----- |
| Copa América 2004 | Perú      | Subcampeón       | 6        | 2     |
| Copa América 2007 | Venezuela | Subcampeón       | 6        | 1     |
| Copa América 2011 | Argentina | Cuartos de final | 3        | 0     |
| Copa América 2015 | Chile     | Subcampeón       | 4        | 0     |

#### Participaciones en la Copa Confederaciones
| Copa                      | Sede     | Resultado  | Partidos | Goles |
| ------------------------- | -------- | ---------- | -------- | ----- |
| Copa Confederaciones 2005 | Alemania | Subcampeón | 3        | 0     |

## Controversias

### Escándalo con Mancini
El 27 de septiembre de 2011, en un partido entre Manchester City y Bayern Múnich por la UEFA Champions League, Tévez se negó a entrar a los 20 minutos del segundo tiempo (todavía no hay pruebas de que se haya negado, incluso colaboradores de Mancini y jugadores sentados en el banco no oyeron la negación de Tévez; el jugador hablando para la cadena ESPN, dijo[cita requerida] que todos lo escucharon decir que el no se negó a entrar, solo dijo que Roberto le dijo que fuera a calentar y él le dijo que ya había calentado). Tras el partido, el entrenador Roberto Mancini aseguró que Tévez no iba a jugar más en el club y más tarde el jugador fue suspendido por dos semanas.
Luego de este incidente el jugador no tuvo más rodaje en el club, y se ganó el odio de sus propios hinchas, que tiraron sus camisetas a la basura, y quemaron otras. En octubre, surgió la posibilidad de que volviera a Boca Juniors por la lesión de Lucas Viatri, pero las negociaciones no avanzaron. El 9 de noviembre, regresó a Argentina, sin permiso del Manchester City, que luego lo multó con 1,2 millones de libras (aproximadamente 1,4 millones de euros).
En Argentina, el jugador se dedicaría a otras actividades que lo alejaron del fútbol, como por ejemplo, cantar con la Mona Giménez, jugar golf en Tucumán, etc. En diciembre, el jugador expresó su deseo de volver a Boca Juniors, nuevamente sin un acuerdo. En enero de 2012, varios clubes se interesaron en él, como el Inter de Milán, el AC Milan y el Paris Saint-Germain. El Inter hizo una oferta, que el Manchester City no aceptó. Luego se vieron fotos de Tévez con el vicepresidente del Milan, que ofreció un préstamo por el jugador. Sin embargo y a último momento, Alexandre Pato se negó a salir del club, cayéndose el pase de Tévez.
Luego, el Paris Saint-Germain hizo un ofrecimiento de 37 millones de euros por el jugador, pero a último momento, Tévez rechazó la oferta.
La historia acabaría de la peor manera ya que el Milan se negó a fichar a Tévez y fichó a Maxi López, dejándolo en Mánchester, donde estuvo 6 meses sin jugar hasta las últimas jornadas de la temporada 2011/2012. Sin embargo, Mancini volvió a incluir a Tévez en la lista de 25 convocados para jugar las últimas fechas de la Premier League de aquella temporada.
Días después de conocerse esta noticia, Tévez pidió disculpas al club, a sus compañeros y en especial a Roberto Mancini y a los hinchas del club.

### Multas de tránsito
En sus años jugando tanto para Manchester City como en United, Tévez fue multado en varias ocasiones por exceso de velocidad. El 6 de febrero de 2009, Tévez fue detenido por la policía de Mánchester, cerca de la salida 7 de la autopista M60. Su auto fue confiscado, debido a que se encontró que Carlos conducía sin una licencia de conducción del Reino Unido y que su coche tenía vidrios polarizados de manera ilegal. En 2013, fue a prisión por utilizar vidrios polarizados varias veces, lo condenaron a hacer trabajos comunitarios y a pagar una multa de 1,500 dólares.

### Controversia con el Sheffield United
Sheffield United descendió después de su derrota ante el Wigan Athletic en el último día de la temporada 2006-07, mientras que el West Ham United evitó por poco el descenso al vencer al recién coronado campeón Manchester United por 1-0 el mismo día con un gol de Tévez, terminando tres puntos por delante de Sheffield y teniendo una diferencia de goles superior a ellos por uno. La Premier League multó al West Ham con un récord de £ 5,5 millones de libras por el fichaje de Tévez y su compatriota Javier Mascherano, al descubrirse que eran propiedad parcial de la empresa Media Sports Investment (MSI) del empresario Kia Joorabchian.
Como resultado, Sheffield United apeló por primera vez a la liga para su reincorporación a la Premier League. Después de que esta demanda fracasara, el club solicitó al West Ham una indemnización derivada del descenso. Los informes iniciales de los medios sugirieron que Sheffield United buscaba £30 millones de libras, que creían que era el verdadero costo del descenso. La controversia continuó durante casi dos años, entremezclada con diversos informes y especulaciones de los medios de comunicación. Sin embargo, el 17 de marzo de 2009, ambos clubes llegaron a un acuerdo extrajudicial para poner fin a su disputa, por el cual West Ham pagó £20 millones (£ 4 millones por año durante las próximas cinco temporadas) de libras como compensación al Sheffield United. Para la temporada 2019-20, con el regreso de los blades a la máxima competición inglesa, los de Sheffield volvieron a reencontrarse con los hammers, en el cual la afición del West Ham llevó máscaras con la cara de Tévez en alusión a la controversia, un hecho que dio por nombrar al partido "The Carlos Tevez Derby".

## Estilo de juego

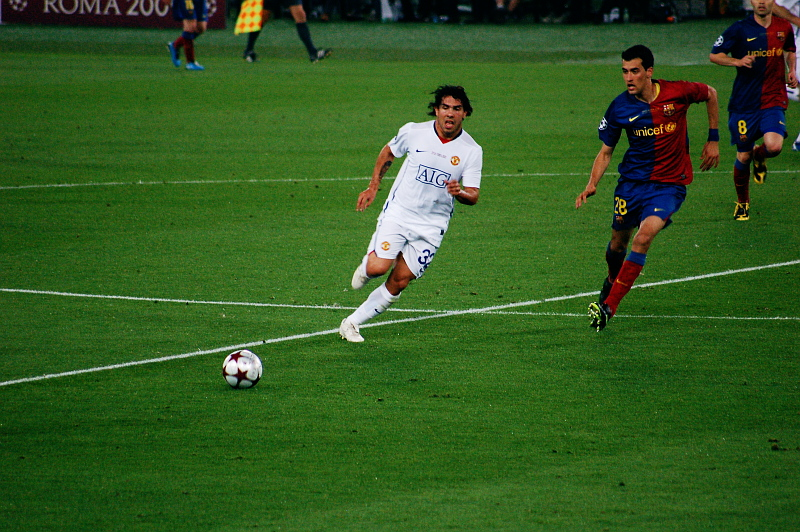
Tévez en la final de la Champions League en 2009.

Tévez es un rápido, potente, fuerte, dinámico, trabajador, y versátil delantero. Su baja estatura (1,73 m) le permite tener un potente buque bajo que Tévez compensa con su resistencia ante los choques rivales. Además esto le permite ser un ágil driblador, capaz de deshacerse de varios rivales cuando arranca en potencia. Un jugador tácticamente inteligente, Tévez es capaz de desempeñar varias posiciones en el ataque, como delantero centro, segunda punta, extremo o mediocampista ofensivo por su remate y posicionamiento, así como por su visión, creatividad, movimiento y capacidad de pase, que le permiten explotar al espacio y brindar asistencias a sus compañeros así como marcar goles él mismo.
Debido a su ritmo, fuerza y resistencia, Tévez también es extremadamente útil cuando se pierde la posesión, y se destaca en presionar a los oponentes, ayudando a su equipo a recuperar el balón y comenzar jugadas de ataque, lo que lo hace efectivo tanto a la defensiva como a la ofensiva. En sus años en Europa se volvió un especialista en remates de larga distancia, y también en un efectivo lanzador de tiros libres. Tanto en sus comienzos en Boca, como en sus años en Inglaterra e Italia, a Tévez siempre se lo consideró entre los mejores jugadores del mundo y de los más codiciados por Europa.

## En la cultura popular

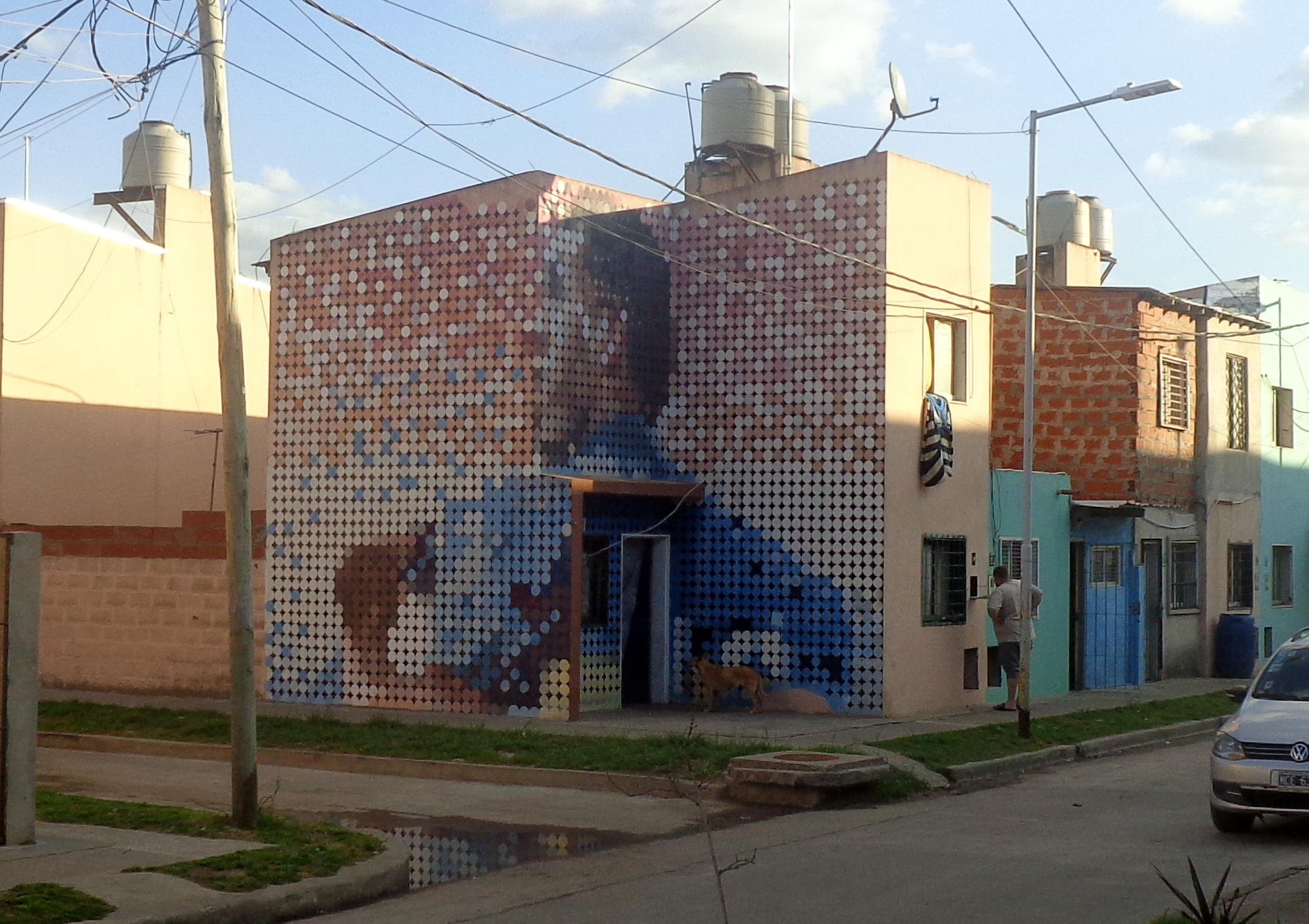
Mural de Carlos Tévez en Dock Sud, Argentina.

Tévez es muy conocido por sus celebraciones de goles de baile desde que jugó para Boca Juniors, así como con el Corinthians de Brasil. Durante su tiempo en el Manchester United, escondía el chupete de un bebé en sus pantalones cortos y se lo ponía en la boca después de marcar un gol como gesto conmemorativo a su pequeña hija. Después de su traslado al Manchester City, Tévez solía realizar un baile en el que juntaba las manos, se inclinaba y meneaba el cuerpo; este baile lleva su nombre como el «Tévez Dance» que se popularizó en Inglaterra.
Su hermano Diego es integrante de una banda de música de cumbia villera llamada Piola Vago, en la cual Carlos hizo algunas apariciones como cantante. Además apareció en un programa de televisión argentina Pasión de sábado donde actuó en vivo junto a la agrupación.
En 2015, mientras era jugador de Juventus, Tévez fue parte de la película documental sobre la historia de Boca Juniors dirigido por Rodrigo Vila llamada "Boca Juniors 3D". A principios de 2018 Tévez también fue parte de la serie-documental de Netflix sobre la temporada de Boca Juniors. En agosto de 2018 Tévez fue parte de un reportaje junto a la famosa presentadora de televsión Susana Giménez en Fuerte Apache, donde el jugador contó historias de su vida en el barrio.
A mediados del 2018, Netflix comenzó a rodar una serie autobiográfica sobre la vida de Carlos Tévez durante sus orígenes en Fuerte Apache, en la que el jugador fue un activo participante en las historias de los episodios. En agosto de 2019 fue la premier de la serie Apache, la vida de Carlos Tévez dirigida por Israel Adrián Caetano y protagonizada por Balthazar Murillo, en la que Carlitos estuvo presente, y en diciembre se estrenó en Netflix para todo el mundo. La serie alcanzó a ser una de las más vistas en Argentina durante sus meses de estreno, y recibió muy buenas críticas.

## Apariciones en películas y series de televisión
| Programa/Película                      | Rol      | Año  | Canal/Servicio   |
| -------------------------------------- | -------- | ---- | ---------------- |
| Mar de fondo                           | Él mismo | 2004 | TyC Sports       |
| Videomatch                             | Él mismo | 2004 | Telefe           |
| El Fútbol es Historia                  | Él mismo | 2015 | Koala Contenidos |
| El Camino. Carlos Tévez.               | Él mismo | 2015 | Koala Contenidos |
| Boca Juniors 3D                        | Él mismo | 2015 | Documental       |
| Boca Juniors Confidencial              | Él mismo | 2018 | Netflix          |
| Especiales Susana Giménez              | Él mismo | 2018 | Telefe           |
| Apache, la vida de Carlos Tévez        | Él mismo | 2019 | Netflix          |
| Reportaje: La historia de Carlos Tévez | Él mismo | 2020 | YouTube          |

## Estadísticas

### Jugador
- Actualizado hasta el último partido disputado, el 31 de mayo de 2021.

| Boca Juniors Argentina |                     |                     |     |     |     |    |    |    |     |    |     |     |     |      |      |
| 1.ª | 2001-02             | 11                  | 1   | 1   | —   | —  | —  | 4  | 1   | 0  | 15  | 2   | 1   | 0,13 |      |
| 1.ª | 2002-03             | 32                  | 11  | 9   | —   | —  | —  | 9  | 5   | 3  | 41  | 16  | 12  | 0,39 |      |
| 1.ª | 2003-04             | 23                  | 12  | 3   | —   | —  | —  | 15 | 3   | 3  | 38  | 15  | 6   | 0,39 |      |
| 1.ª | 2004                | 9                   | 2   | 2   | —   | —  | —  | 7  | 3   | 2  | 16  | 5   | 4   | 0,31 |      |
| 1.ª | 2015                | 12                  | 5   | 2   | 6   | 4  | 3  | —  | —   | —  | 18  | 9   | 5   | 0,50 |      |
| 1.ª | 2016                | 11                  | 4   | 2   | 4   | 2  | 0  | 12 | 5   | 2  | 27  | 11  | 4   | 0,41 |      |
| 1.ª | 2016-17             | 11                  | 5   | 7   | —   | —  | —  | —  | —   | —  | 11  | 5   | 7   | 0,45 |      |
| 1.ª | 2017-18             | 10                  | 3   | 2   | 4   | 1  | 0  | 10 | 3   | 0  | 24  | 7   | 2   | 0,29 |      |
| 1.ª | 2018-19             | 21                  | 5   | 3   | 8   | 0  | 0  | 9  | 1   | 2  | 38  | 6   | 5   | 0,16 |      |
| 1.ª | 2019-20             | 17                  | 9   | 2   | 6   | 2  | 1  | 11 | 3   | 0  | 34  | 14  | 3   | 0,41 |      |
| 1.ª | 2020-21             | —                   | —   | —   | 12  | 3  | 2  | 5  | 1   | 1  | 17  | 4   | 3   | 0,30 |      |
| Total club | Total club          | 157                 | 57  | 33  | 40  | 12 | 6  | 82 | 25  | 13 | 279 | 94  | 52  | 0,34 |      |
| S C. Corinthians · Brasil |                     |                     |     |     |     |    |    |    |     |    |     |     |     |      |      |
| 1.ª | 2005                | 43                  | 27  | 13  | 6   | 4  | 0  | 4  | 0   | 0  | 53  | 31  | 13  | 0,58 |      |
| 1.ª | 2006                | 16                  | 11  | 5   | —   | —  | —  | 8  | 4   | 0  | 24  | 15  | 5   | 0,62 |      |
| Total club | Total club          | 59                  | 38  | 18  | 6   | 4  | 0  | 12 | 4   | 0  | 77  | 46  | 18  | 0,60 |      |
| West Ham United F. C. Inglaterra |                     |                     |     |     |     |    |    |    |     |    |     |     |     |      |      |
| 1.ª | 2006-07             | 26                  | 7   | 4   | 1   | 0  | 1  | 2  | 0   | 0  | 29  | 7   | 5   | 0,24 |      |
| Total club | Total club          | 26                  | 7   | 4   | 1   | 0  | 1  | 2  | 0   | 0  | 29  | 7   | 5   | 0,24 |      |
| Manchester United F. C. Inglaterra |                     |                     |     |     |     |    |    |    |     |    |     |     |     |      |      |
| 1.ª | 2007-08             | 34                  | 14  | 6   | 2   | 1  | 0  | 12 | 4   | 1  | 48  | 19  | 7   | 0,40 |      |
| 1.ª | 2008-09             | 29                  | 5   | 3   | 10  | 8  | 2  | 12 | 2   | 2  | 51  | 15  | 7   | 0,29 |      |
| Total club | Total club          | 63                  | 19  | 9   | 12  | 9  | 2  | 24 | 6   | 3  | 99  | 34  | 14  | 0,34 |      |
| Manchester City F. C. Inglaterra |                     |                     |     |     |     |    |    |    |     |    |     |     |     |      |      |
| 1.ª | 2009-10             | 35                  | 23  | 7   | 7   | 6  | 0  | —  | —   | —  | 42  | 29  | 7   | 0,69 |      |
| 1.ª | 2010-11             | 31                  | 20  | 6   | 6   | 3  | 2  | 7  | 0   | 2  | 44  | 23  | 10  | 0,52 |      |
| 1.ª | 2011-12             | 13                  | 4   | 3   | 1   | 0  | 0  | 1  | 0   | 0  | 15  | 4   | 3   | 0,27 |      |
| 1.ª | 2012-13             | 34                  | 11  | 12  | 8   | 6  | 3  | 5  | 0   | 0  | 47  | 17  | 15  | 0,36 |      |
| Total club | Total club          | 113                 | 58  | 28  | 22  | 15 | 5  | 13 | 0   | 2  | 148 | 73  | 35  | 0,50 |      |
| Juventus F. C. · Italia |                     |                     |     |     |     |    |    |    |     |    |     |     |     |      |      |
| 1.ª | 2013-14             | 34                  | 19  | 7   | 2   | 1  | 0  | 12 | 1   | 2  | 48  | 21  | 9   | 0,44 |      |
| 1.ª | 2014-15             | 32                  | 20  | 7   | 3   | 2  | 0  | 13 | 7   | 3  | 48  | 29  | 10  | 0,60 |      |
| Total club | Total club          | 66                  | 39  | 14  | 5   | 3  | 0  | 25 | 8   | 5  | 96  | 50  | 19  | 0,52 |      |
| Shanghái Shenhua China |                     |                     |     |     |     |    |    |    |     |    |     |     |     |      |      |
| 1.ª | 2017                | 16                  | 4   | 5   | 3   | 0  | 0  | 1  | 0   | 0  | 20  | 4   | 5   | 0,20 |      |
| Total club | Total club          | 16                  | 4   | 5   | 3   | 0  | 0  | 1  | 0   | 0  | 20  | 4   | 5   | 0,20 |      |
| Total en su carrera | Total en su carrera | Total en su carrera | 500 | 223 | 111 | 89 | 43 | 14 | 159 | 43 | 23  | 748 | 309 | 148  | 0,41 |
| (1) Incluye datos del Campeonato Paulista. (2) Incluye datos de la Copa de Brasil, FA Cup, Community Shield, Copa de la Liga de Inglaterra, Supercopa de Italia, Copa Italia, Copa Argentina, Supercopa Argentina, Copa de China de fútbol, Copa Superliga y Copa de la Liga Profesional. (3) Incluye datos de la Copa Libertadores, Copa Sudamericana, Copa Intercontinental, Recopa Sudamericana, Europa League, Champions League, Supercopa de Europa, Mundial de Clubes y AFC Champions League. (4) No incluye goles en partidos amistosos. |                     |                     |     |     |     |    |    |    |     |    |     |     |     |      |      |

### Entrenador
| Equipo                    | Div.                | Temporada           | Liga  | Liga | Liga | Liga | Liga |       | Copa | Copa | Copa | Copa  |   | Internacional | Internacional | Internacional | Internacional | Internacional |   | Otros | Otros | Otros | Otros |    | Totales | Totales     | Totales | Totales | Totales | Totales | Totales | Totales | Totales |
| Equipo                    | Div.                | Temporada           | Part. | G    | E    | P    | Pos. | Part. | G    | E    | P    | Part. | G | E             | P             | Pos.          | Part.         | G             | E | P     | Part. | G     | E     | P  | Puntos  | Rendimiento | GF      | GC      | Dif.    |         |         |         |         |
| ------------------------- | ------------------- | ------------------- | ----- | ---- | ---- | ---- | ---- | ----- | ---- | ---- | ---- | ----- | - | ------------- | ------------- | ------------- | ------------- | ------------- | - | ----- | ----- | ----- | ----- | -- | ------- | ----------- | ------- | ------- | ------- | ------- | ------- | ------- | ------- |
| Rosario Central Argentina | 1.ª                 | 2022                | 23    | 6    | 10   | 7    | 20.º | 1     | 0    | 1    | 0    | -     | - | -             | -             | -             | -             | -             | - | -     | 24    | 6     | 11    | 7  | 29/72   | 40.28%      | 24      | 25      | -1      |         |         |         |         |
| Rosario Central Argentina | Total               | Total               | 23    | 6    | 10   | 7    | -    | 1     | 0    | 1    | 0    | -     | - | -             | -             | -             | -             | -             | - | -     | 24    | 6     | 11    | 7  | 29/72   | 40.28%      | 24      | 25      | -1      |         |         |         |         |
| Independiente Argentina   | 1.ª                 | 2023                | -     | -    | -    | -    | -    | 14    | 6    | 6    | 2    | -     | - | -             | -             | -             | -             | -             | - | -     | 14    | 6     | 6     | 2  | 24/42   | 57.15%      | 16      | 11      | +5      |         |         |         |         |
| Independiente Argentina   | 1.ª                 | 2024                | 2     | 0    | 1    | 1    | Inc. | 16    | 8    | 5    | 3    | -     | - | -             | -             | -             | -             | -             | - | -     | 18    | 8     | 6     | 4  | 30/54   | 55.55%      | 20      | 13      | +7      |         |         |         |         |
| Independiente Argentina   | Total               | Total               | 2     | 0    | 1    | 1    | -    | 30    | 14   | 11   | 5    | -     | - | -             | -             | -             | -             | -             | - | -     | 32    | 14    | 12    | 6  | 54/96   | 56.25%      | 36      | 24      | +12     |         |         |         |         |
| Talleres Argentina        | 1.ª                 | 2025-C              | 5     | 1    | 2    | 2    | -    | -     | -    | -    | -    | -     | - | -             | -             | -             | -             | -             | - | -     | 5     | 1     | 2     | 2  | 5/15    | 33.33%      | 3       | 4       | -1      |         |         |         |         |
| Talleres Argentina        | Total               | Total               | 5     | 1    | 2    | 2    | -    | -     | -    | -    | -    | -     | - | -             | -             | -             | -             | -             | - | -     | 5     | 1     | 2     | 2  | 5/15    | 33.33%      | 3       | 4       | -1      |         |         |         |         |
| Total en su carrera       | Total en su carrera | Total en su carrera | 30    | 7    | 13   | 10   | -    | 31    | 14   | 12   | 5    | -     | - | -             | -             | -             | -             | -             | - | -     | 61    | 21    | 25    | 15 | 88/183  | 48.09%      | 63      | 53      | +10     |         |         |         |         |
| 1.                        |                     |                     |       |      |      |      |      |       |      |      |      |       |   |               |               |               |               |               |   |       |       |       |       |    |         |             |         |         |         |         |         |         |         |

#### Resumen por competencias
| Torneo                        | PD | G  | E  | P  | GF | GC | Dif. | Rendimiento | Mejor resultado  |
| ----------------------------- | -- | -- | -- | -- | -- | -- | ---- | ----------- | ---------------- |
| Primera División de Argentina | 30 | 7  | 13 | 10 | 27 | 31 | -4   | 37.77%      | 20.º lugar       |
| Copa Argentina                | 4  | 2  | 2  | 0  | 7  | 2  | +5   | 66.67%      | Octavos de final |
| Copa de la Liga Profesional   | 27 | 12 | 10 | 5  | 29 | 20 | +9   | 56.79%      | Fase de grupos   |
| Total                         | 61 | 21 | 25 | 15 | 63 | 53 | +10  | 48.09%      | Sin títulos      |

## Palmarés

### Campeonatos nacionales
| Título              | Equipo                  | País       | Año      |
| ------------------- | ----------------------- | ---------- | -------- |
| Primera División    | C. A. Boca Juniors      | Argentina  | A - 2003 |
| Brasileirão         | S. C. Corinthians       | Brasil     | 2005     |
| Premier League      | Manchester United F. C. | Inglaterra | 2007-08  |
| Community Shield    | Manchester United F. C. | Inglaterra | 2008     |
| Copa de la Liga     | Manchester United F. C. | Inglaterra | 2008-09  |
| Premier League      | Manchester United F. C. | Inglaterra | 2008-09  |
| FA Cup              | Manchester City F. C.   | Inglaterra | 2010-11  |
| Premier League      | Manchester City F. C.   | Inglaterra | 2011-12  |
| Community Shield    | Manchester City F. C.   | Inglaterra | 2012     |
| Supercopa de Italia | Juventus F. C.          | Italia     | 2013     |
| Serie A             | Juventus F. C.          | Italia     | 2013-14  |
| Serie A             | Juventus F. C.          | Italia     | 2014-15  |
| Copa Italia         | Juventus F. C.          | Italia     | 2014-15  |
| Primera División    | C. A. Boca Juniors      | Argentina  | 2015     |
| Copa Argentina      | C. A. Boca Juniors      | Argentina  | 2014-15  |
| Primera División    | C. A. Boca Juniors      | Argentina  | 2016-17  |
| Copa de China       | Shanghai Shenhua F. C.  | China      | 2017     |
| Primera División    | C. A. Boca Juniors      | Argentina  | 2017-18  |
| Supercopa Argentina | C. A. Boca Juniors      | Argentina  | 2018     |
| Primera División    | C. A. Boca Juniors      | Argentina  | 2019-20  |
| Copa de la Liga     | C. A. Boca Juniors      | Argentina  | 2020     |

### Campeonatos internacionales
| Título                            | Equipo                  | Sede         | Año     |
| --------------------------------- | ----------------------- | ------------ | ------- |
| Sudamericano Sub-20               | Argentina Sub-20        | Uruguay      | 2003    |
| Copa Libertadores                 | C. A. Boca Juniors      | São Paulo    | 2003    |
| Copa Intercontinental             | C. A. Boca Juniors      | Yokohama     | 2003    |
| Preolímpico Sudamericano          | Argentina Sub-23        | Chile        | 2004    |
| Juegos Olímpicos                  | Argentina Olímpica      | Atenas       | 2004    |
| Copa Sudamericana                 | C. A. Boca Juniors      | Buenos Aires | 2004    |
| Liga de Campeones de la UEFA      | Manchester United F. C. | Moscú        | 2007-08 |
| Copa Mundial de Clubes de la FIFA | Manchester United F. C. | Japón        | 2008    |

### Distinciones individuales
| Distinción                                           | Año                          |
| ---------------------------------------------------- | ---------------------------- |
| Futbolista Argentino del Año                         | 2003, 2004                   |
| Futbolista del año en Sudamérica                     | 2003, 2004, 2005             |
| Parte del Equipo Ideal de América                    | 2003, 2004, 2005, 2015, 2016 |
| Máximo goleador del Torneo Olímpico de Fútbol        | 2004                         |
| Olimpia de Oro                                       | 2004                         |
| Jugador del Año del Brasileirao                      | 2005                         |
| Parte del Equipo del Año del Brasileirao             | 2005                         |
| Bola de Ouro                                         | 2005                         |
| Bola de Prata                                        | 2005                         |
| Máximo goleador de la Copa de la Liga de Inglaterra  | 2009, 2010                   |
| Jugador del mes de diciembre de la Premier League    | 2009                         |
| Bota de Oro de la Premier League                     | 2011                         |
| PFA Team of the Year                                 | 2011                         |
| Parte del Equipo del Torneo de la UEFA Europa League | 2014                         |
| Guerin d'Oro                                         | 2014, 2015                   |
| Parte del Equipo del Año en la Serie A               | 2014, 2015                   |
| Futbolista del Año en la Serie A                     | 2015                         |
| Parte del Equipo Ideal de la Copa Argentina          | 2015                         |
| Parte del Equipo Ideal de la Copa Libertadores       | 2020                         |

## Vida personal
Carlos Tévez está casado desde 2016 con Vanesa Mansilla, con la cual tiene tres hijos: Florencia, Katie y Lito Júnior.
Carlos es amante del golf. En el Campeonato Abierto de 2012 en Inglaterra fue caddie de otro golfista argentino, Andrés Romero.